# 마야 문명
마야 문명(영어: Maya civilization)은 메소아메리카의 멕시코 동남부, 과테말라, 엘살바도르 북부, 벨리즈, 온두라스 서부, 유카탄반도 지역을 중심으로 번영하였던 문명이다. 당시 아메리카 대륙에서 가장 발달한 언어 체계와 고도의 문화를 향유했으며, 높은 수준의 예술, 건축, 수학, 달력, 천문학 기술을 가지고 있었다. '마야'라는 단어 자체는 당시 유사한 지역 전체에 살고 있던 민족들을 통칭하는 단어이나, 정작 그 시대의 사람들은 자신들을 동일한 민족이나 국가 단위로 여기지 않았기에 스스로를 '마야인'이라고 부르지 않았다.
마야 선고전기(Preclassic period)는 기원전 2000년경부터 시작되며, 이때 최초의 마을들과 농업이 만들어졌다. 마야 선고전기는 기원전 2000년경부터 기원후 250년까지 지속되었으며, 처음으로 단체 생활을 하며 국가와 도시들이 세워졌다. 또한 마야인들의 주요 작물인 콩, 고추, 옥수수도 이때부터 재배되기 시작하였다. 첫 도시는 기원전 750년 즈음에 생겨나기 시작했으며, 기원전 500년 즈음이 되자 마야의 도시들은 정교하게 장식된 석비들로 꾸며진 거대한 사원들로 가득 차게 된다. 기원전 3세기경부터 상형문자들이 쓰이기 시작하였다. 선고전기 후기에는 페텐 분지, 과테말라와 같은 지방들에서 절대다수의 도시들이 생겨났으며, 기원후 250년부터는 마야 고전기(Classic period)가 본격적으로 시작되며, 마야 달력들을 사용하여 새로운 형식의 신전들을 세우기 시작하였다. 이 시기에는 다양한 도시국가들이 복잡한 교역로로 얽혀진 채로 서로 연결되었으며, 마야 저지대에 티칼과 카라크물, 이 두 개의 도시가 중심으로 떠올랐다. 이때는 멕시코 지역의 테오티우아칸이 마야 지방의 국가들에게 거대한 정치적 영향을 미쳤다. 9세기경이 되자 마야의 전통적인 도시들이 모두 무너지기 시작하였으며, 곳곳에서 내전이 벌어졌다. 이 때문에 사람들이 도시들을 버리고 북쪽으로 이주하는 등 혼란이 지속되었으며, 후고전기(Postclassic period)에는 치첸이트사가 마야의 새로운 중심으로 떠올랐다. 16세기가 되자 스페인 제국이 메소아메리카 지방을 군사력으로 강제로 병합하였으며, 1697년에 마지막 마야 도시인 노즈페텐이 스페인에 함락됨에 따라 마야의 전통적인 역사는 끝나게 된다.
마야 고전기 통치의 핵심은 바로 '신정일치'다. 마야 도시들의 왕은 자신이 인간들과 신들의 세계를 이어주는 중재자로 자칭했으며, 부계로 이어지는 사회였기에 거의 대부분의 경우 왕위는 장남에게 물려주었다. 거의 대부분의 '훌륭한' 왕들은 어느 정도의 전쟁 수행 능력 또한 갖추고 있어야만 했다. 마야의 권력층은 매우 폐쇄적이었으나, 다만 도시들에 따라 다른 경우들이 있었다. 고전기 후기로 가면 갈수록 군주정보다는 귀족정이 많아졌는데, 이 때문에 왕권은 갈수록 약화되었다. 마야 문명은 고도로 발달된 예술 체계를 갖추고 있었으며, 옥, 흑요석, 도자기, 돌들을 사용하여 아름다운 작품들을 끊임없이 만들어냈다.
마야의 도시들은 무질서하게 뻗어나가는 경향을 보이며, 그 중심부에는 거대한 궁전들과, 특히 신들에게 바치는 사원들이 있고 그 주변에는 거주 지역들이 뻗어있다. 도시의 각 권역들은 보도를 따라 연결되어 있으며, 도시는 주로 석조 궁전, 피라미드 형식의 사원들, 상징적인 공놀이 경기장, 천문을 살피기 위해 만들어진 천문대 등이 있었다. 마야의 엘리트층은 모두 독해를 자유자재로 다루었고, 복잡한 상형문자 체계를 완성하여 콜럼버스가 도착하기 전 아메리카에서 가장 발달된 언어 체계를 만드는 것에 성공했다. 마야인들은 자신의 역사와 신화들을 접는 책 속에 기록하였는데, 스페인 식민시대에 워낙 많이 파괴되었기에 현재 이 책들은 3권밖에 남아있지 않다. 이 때문에 고고학자들은 거의 대부분 마야의 석비나 건물들에 새겨진 문자들을 사용하여 고대 역사를 해독해 내고 있다. 마야인들은 매우 복잡한 달력 체계를 만들어 냈으며, 수학에 0의 개념을 도입한 최초의 문명이었다. 마야의 종교관에서는 인신공양도 들어있었다.

## 지리

마야 문명의 영역도

마야 문명은 멕시코 남동부에서 중앙아메리카 북부에 이르는 넓은 면적에서 번성했다. 이 지역에는 유카탄반도 전체와 현재의 과테말라, 벨리즈가 속한 영역들이 포함되어 있고, 온두라스와 엘살바도르의 서부 지역이 속한다. 대부분의 지역들은 낮은 해안선을 갖고 있으며, 몇몇 산과 고원들을 제외하면 대체적으로 거대한 평원 지형이다.
페텐 지방은 빽빽한 숲으로 가득 찬 석회암 평원이다. 분지 중앙에는 14개의 호수들이 연이어 흐르며, 평원 남쪽으로 갈수록 조금씩 고도가 올라가 과테말라 고지로 이어진다. 북부 페텐과 벨리즈의 대부분은 드넓은 열대우림들이 가득 메우고 있으며, 그 외에도 유카탄반도 남부, 캄페체 남부 등도 열대 식생으로 이루어져 있다. 북쪽으로 가면 점차 열대우림이 조밀한 관목 숲으로 변한다.
소코누스코 지방의 연안은 시에라 마드레 데 치아파스의 남쪽에 뻗어있으며, 낮은 연안지대 평원과 시에라 마드레의 낮은 언덕들을 포함한다. 마야 고지는 치아파스 지방에서 과테말라까지 뻗어있으며, 시에라 데 로스 쿠추마타네스에서 그 정점을 찍는다. 거의 대부분의 주요 마야 문명 유적들은 거대한 고지 계곡들에 자리잡고 있으며, 남부 고지들에는 화산들이 태평양과 평행하게 연이어 서있다. 고지는 북부로는 베라파즈로 이어지고, 점차 동쪽으로 갈수록 낮아지며 사라진다.

## 역사
마야 문명은 크게 3개의 시기로 나누어진다. 이는 선고전기, 고전기, 후고전기이다. 선고전기 앞에는 고대 시대(Archaic)가 있으며, 고대 시대에는 첫 정착촌들과 농업의 초기 형태가 이루어졌다. 현대의 고고학계들은 이 시기 구분법을 특정 문화의 발전이나 쇠퇴와는 전혀 상관없이 마야 달력을 임의대로 해석한 것으로 여기고 있다. 마야의 역사 자체가 베일에 싸인 것이 많기 때문에, 시기들의 시작 시기와 종결 시기는 때에 따라 몇 십 년, 혹은 심지어 몇 백 년까지도 차이가 날 수 있다.

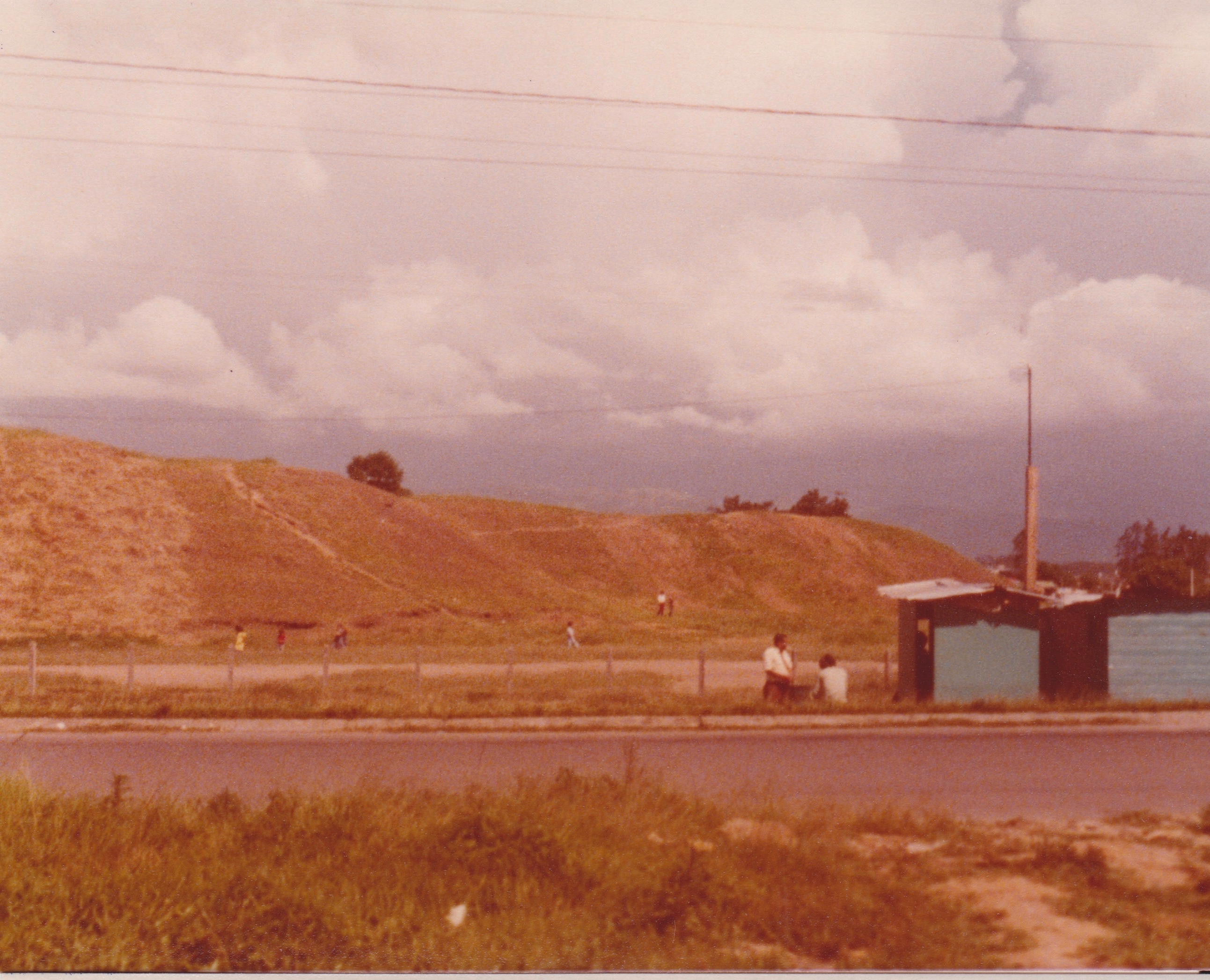
카미날후유의 폐허

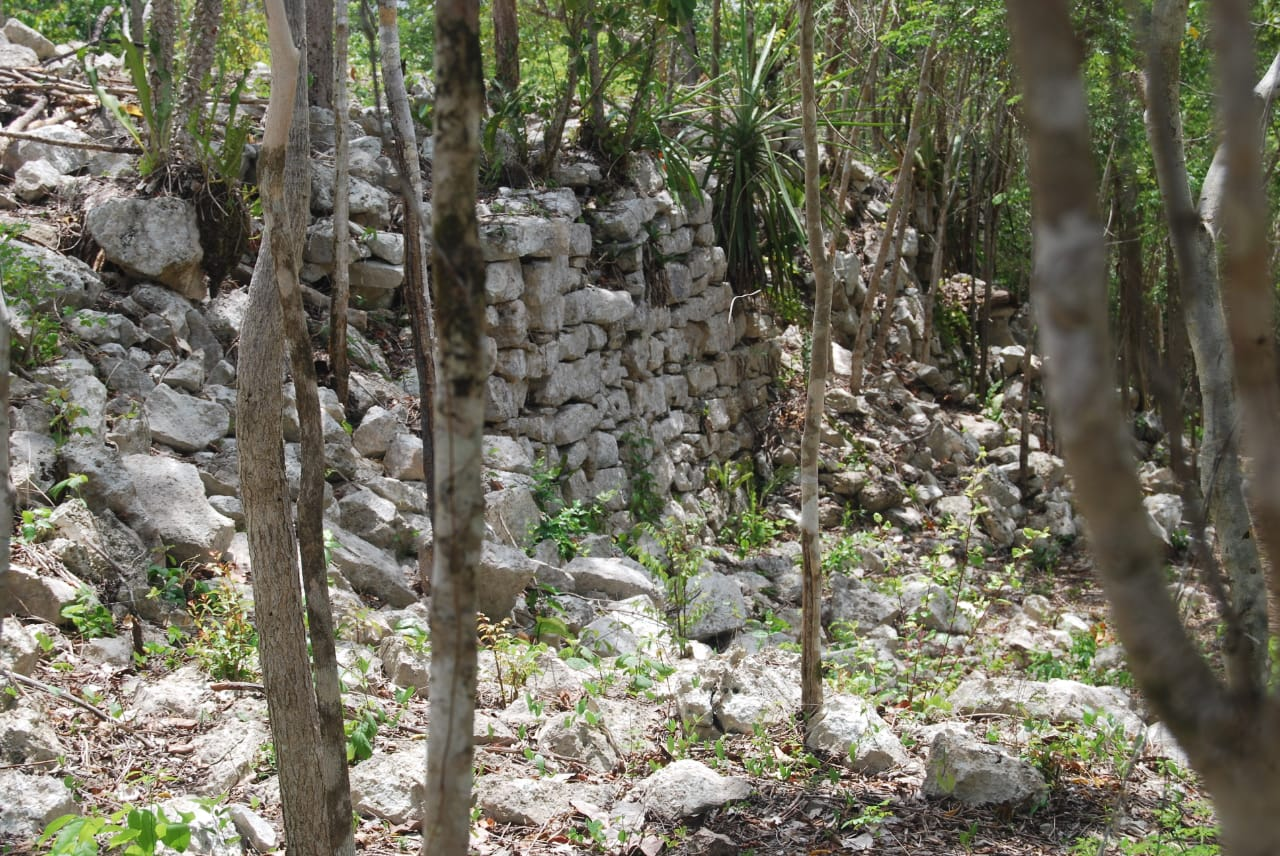
엘 미라도르의 유적

마야 문명의 연대기
| 시대          | 연대 구분     | 연대 구분            | 연도         |
| ------------- | ------------- | -------------------- | ------------ |
| 고대          | 고대          | 고대                 | BC 8000–2000 |
| 선고전기      | 선고전기 초기 | 선고전기 초기        | BC 2000–1000 |
| 선고전기      | 선고전기 중기 | 선고전기 중기 초반기 | BC 1000–600  |
| 선고전기      | 선고전기 중기 | 선고전기 중기 후반기 | BC 600–350   |
| 선고전기      | 선고전기 후기 | 선고전기 후기 초반기 | BC 350–1     |
| 선고전기      | 선고전기 후기 | 선고전기 후기 후반기 | BC 1–AD 159  |
| 선고전기      | 선고전기 후기 | 선고전기 말기        | AD 159–250   |
| 고전기        | 고전기 초기   | 고전기 초기          | AD 250–550   |
| 고전기        | 고전기 후기   | 고전기 후기          | AD 550–830   |
| 고전기        | 고전기 말기   | 고전기 말기          | AD 830–950   |
| 후고전기      | 후고전기 초기 | 후고전기 초기        | AD 950–1200  |
| 후고전기      | 후고전기 후기 | 후고전기 후기        | AD 1200–1539 |
| 스페인 접촉기 | 스페인 접촉기 | 스페인 접촉기        | AD 1511–1697 |

### 선고전기 (BC 2000 - AD 250)
마야인들은 자신들의 첫 문명을 선고전기부터 창건하기 시작하였다. 학자들은 여전히 언제 이 시기가 시작되는지 대해서 토론을 벌이고 있다. 마야인들이 쿠엘로(현재의 벨리즈)에 정착한 시기는 탄소연대측정법으로 측정한 결과 기원전 2600년경으로 거슬러 올라가고, 태평양 해안에는 약 기원전 1800년경에 도착한 것으로 여겨진다. 이 당시 마야인들은 이미 옥수수, 콩, 칠리 고추들을 재배하기 시작하였으며 본격적으로 정착해 생활하며 도자기를 만들고 점토로 상들을 만들기 시작하였다.
선고전기 중기에는 조그만 마을들이 점차 도시들로 확장되기 시작했다. 페텐 반도의 나크베라는 이름의 도시는 마야 저지대에서 발견된 가장 오래된 도시들 중 하나로, 이곳에서 기원전 750년경에 지어진 신전들의 유적이 발굴되었다. 유카탄반도의 북부 저지대에서도 점차 사람들이 정착지를 만들어나가기 시작했으며 기원전 400년경에 이르자 본격적으로 군주와 왕들이 등장하게 된다. 페텐 반도에서는 이미 기원전 3세기경부터 기록이 이루어지고 있었으며 선고전기 후기에는 엘 미라도르(El Mirador)라는 이름의 마야 도시가 거의 16제곱 평방킬로미터를 차지할 정도로 거대한 도시로 떠올랐다. 이 당시 티칼은 엘 미라도르만큼 거대하지는 않았으나, 그때부터 이미 두각을 드러내고 발전하기 시작하던 단계였다.
고지대에서는 카미날후유라는 이름의 도시국가가 후기 고전기의 중심지로 번성하였다. 태평양 해안에서는 타칼리크 아바흐와 초콜라가 유력한 도시들로 발전하였으며 콤첸은 북부 유카탄반도에서 가장 거대한 국가로 번영했다. 후기 고전기 문화는 기원후 1세기경에 무너지기 시작하는데, 이때 수많은 도시들과 사원들이 정글 속에 버려지게 되었다. 사람들이 도시를 버리고 도망친 이유에 대해서는 확실치 않다.

### 고전기 (AD 250 - AD 900)
고전기에는 마야인들이 달력을 사용하여 거대한 석비들과 사원을 세우고 신의 영광을 찬양하였다. 이 시기에는 급격한 도시화와 큰 건물들이 세워졌으며, 사원들의 수와 규모도 압도적으로 증가했으며 남부 저지대 지방을 중심으로 예술도 비약적으로 발전했다. 고전기 마야의 정치적 지형은 르네상스 시기의 이탈리아나 고대 그리스와 비슷하였을 것으로 추정되는데, 예를 들어 다양한 도시 국가들이 연합과 대치를 거치면서 교역을 통해 긴밀하게 연결되어 있는 것을 의미한다. 이 도시들 중 가장 거대한 도시들은 약 5만 명에서 12만 명에 달하는 인구가 거주하였으며, 대다수가 주변 도시들을 지배하고 통제하는 경우가 많았다. 고전기 초기에는 대부분의 마야 도시들이 멕시코의 테오티우아칸의 영향을 강하게 받았다. 378년에는 테오티우아칸의 지도자들이 티칼과 타 도시들의 지배자들을 갈아치우기까지 하며 본격적으로 마야의 정치에 간섭했으며, 테오티우아칸의 왕족들을 대신 그 자리에 세우며 압도적인 힘을 과시했다. 이와 같은 작업은 '시야즈 칵'이라는 이름의 사람이 수행했는데, 378년 초에 티칼에 도착하여 왕을 죽이고 티칼의 권력을 장악하였다. 약 1년 후 시야즈 칵은 새로운 왕을 세우고 새로운 왕조를 창건했다. 이때 주변의 정치적 경쟁자들이 모두 제거됨에 따라, 나중에 티칼이 가장 강력한 도시로 떠올랐을 때 티칼은 정치적으로 평안할 수 있었다.
티칼의 최대 경쟁자는 페텐 분지에 있던 도시 칼라크물이었다. 티칼과 칼라크물 둘 다 강력한 동맹들을 맺고 서로를 견제했으며, 자신보다 힘이 약한 도시들을 구슬리거나 협박하여 자신들의 영향력 아래에 두었다. 영향력 아래에 굴복한 도시들은 상위 도시의 보호를 받았고, 같은 동맹 하에 있는 도시들과는 서로 교류를 활발히 하는 등 평화롭게 살 수 있었다. 티칼과 칼라크물은 서로의 영향력을 높이기 위해 끊임없이 경쟁했고, 고전 시대 내내 이기고 지는 것을 반복하며 쇠퇴와 번영을 끊임없이 반복했다.
629년에 한 티칼의 왕자가 페테스바툰 지역을 탐험하고 도스 필라스(Dos Pilas)라는 이름의 도시를 세웠다. 아마도 이는 칼라크물의 영향력을 벗어난 곳에서 티칼의 영향력을 확장하기 위함으로 짐작된다. 티칼의 왕자는 이후 20년 동안 끊임없이 분투하여 도시를 번영시켰다. 그러던 중 칼라크물의 왕이 왕자를 공격, 사로잡는 데 성공했고, 칼라크물의 왕은 그의 용기에 감명받아 그를 부하로 삼은 뒤 그 왕자를 도스 필라스의 왕으로 세워 자신을 섬기게 했다. 이후 왕자는 칼라크물의 충실한 신하로 남았다.
한편 동남부에서는 코판이 가장 중요한 도시였다. 코판은 고전기인 426년에 '키니크 약스 쿠크 모'라는 이름의 사람에 의해 세워졌으며, 코판의 왕실은 테오티우아칸과 친분이 깊었다. 코판은 우아사클라준 우바 카이이 왕의 치세 아래에서 최대의 번영기를 맞았으나, 카이이 왕이 그의 신하였던 퀴리구아의 왕 칵 틸리우 찬 요팟에 의해 사로잡히면서 막을 내리게 되었다. 카이이 왕은 도시 퀴리구아로 끌려가 공개처형당한 것으로 전해진다. 이는 아마도 칼라크물이 배후에 있었던 것으로 짐작되는데, 이는 당시 코판이 티칼의 동맹국들 중 하나였기에 티칼을 약화시키기 위해서였다는 것이다. 우슈마신타 지방에서는 우슈말과 팔렌케가 가장 번화한 도시였다. 고지대에서는 카미날후유가 여전히 유력한 도시들 중 하나로 번영했으며, 북부 지방에서는 코바가 가장 융성하였다.

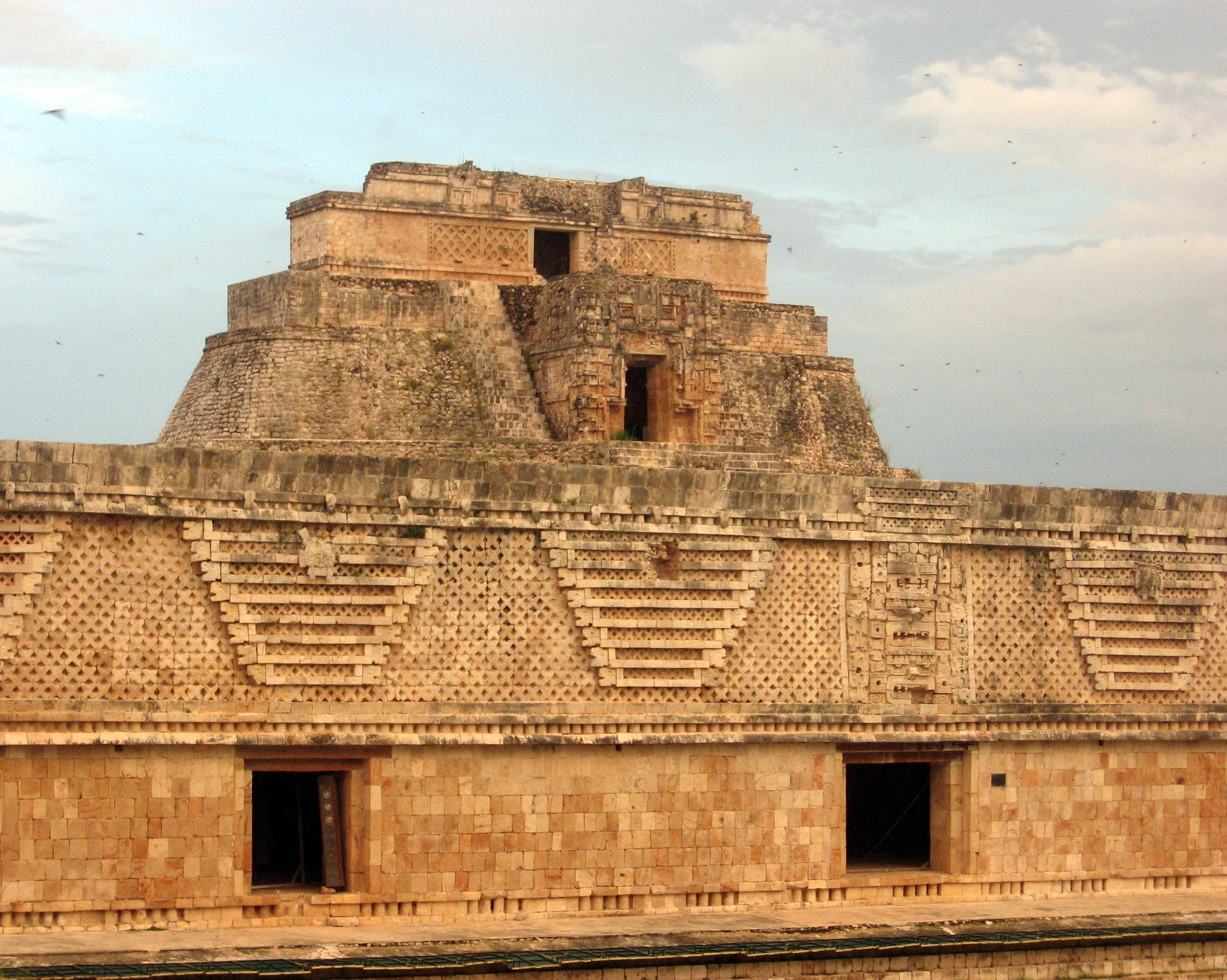
우슈말의 신전

### 고전기 쇠퇴
9세기경부터는 마야 문명의 중부 지대의 여러 도시국가들이 연쇄적으로 무너지기 시작했다. 이때 도시들이 버려졌고, 왕조들이 끊겼으며 북부로 향하는 유민들이 늘어났다. 이 급작스러운 붕괴를 설명하기 위한 지배적인 학설은 없으나, 대부분의 학자들은 지속적인 내전, 인구 과잉으로 인한 환경파괴, 가뭄 등의 요인들이 복합적으로 작용했을 것으로 보고 있다. 고전기 말기에는 북부 유카탄반도의 치첸이트사와 우슈말이 번영하기 시작했으며, 북부 지대의 도시들은 남부 지대의 도시들이 거의 대부분 무너진 이후에도 어느 정도의 기간 동안 사람들이 거주하며 문화를 발전시켰다.
고전기 마야 문화는 경제적인 교류나 자원 분배보다는 지도자의 영적 권위에 그 힘을 두고 있었다. 이 때문에 리더십은 변화에 기민하게 대응하는 능력이 아니라 전통을 얼마나 잘 따르느냐로 평가받았고, 마야 지도자들은 급격히 변화하는 주변 환경에 제대로 적응할 수가 없었기에 나라 전체를 파멸로 이끌어 갔을 가능성이 높다고 여기고 있다. 이는 문명의 구조적인 문제 자체로 이어졌고, 9세기와 10세기의 기간 동안 마야의 지도자들과 사제들의 권위는 땅에 떨어졌다. 그나마 문명이 이어지고 있었던 북부 유카탄반도에서는 군주정이 엘리트 중심 귀족정으로 대체되었고, 남부 유카탄반도와 페텐 분지의 왕국들은 아예 멸망하였다. 마야 문명의 사회적, 경제적, 정치적, 환경적 변화는 한꺼번에 급격히 찾아왔고, 문명은 급속히 와해되었으며 도시는 그 인구가 추락하였다. 몇 세대 만에 대부분의 마야 중부 도시들은 버려졌으며, 점차 살아남은 도시들조차 건물들을 개축하고 날짜를 새기는 일을 중지하기 시작하였다. 현재까지 확인된, 마야인들이 마지막으로 날짜를 새긴 날짜는 909년이었다. 석비와 신전들은 버려졌고 한때 화려하던 왕궁에는 짐승들이 집을 짓고 식물들이 뿌리를 내렸다. 메소아메리카 지방의 교역로도 페텐 분지와 남부 지역을 벗어나 다른 곳으로 이동하였다.

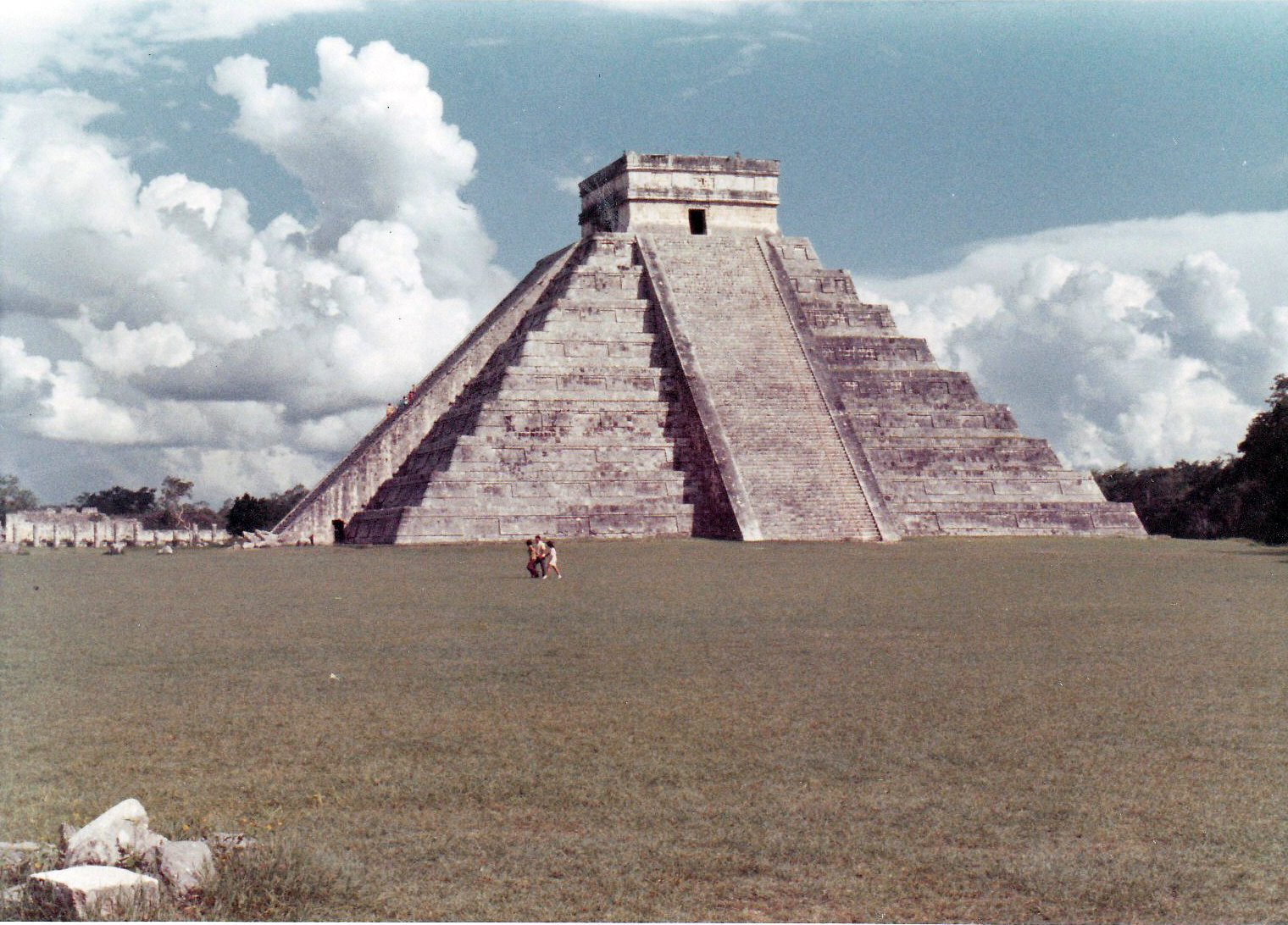
치첸이트사의 유적

### 후고전기 (AD 950 - AD 1539)
마야 문명은 9세기와 10세기경에 고전기 시대의 주요 도시들이 버려지는 등 크게 쇠퇴하기는 하였지만, 고전기 이후 일어난 후고전기에도 여전히 일부 지방에서는 번영을 유지했다. 후고전기 당시 인구는 지속적, 안정적으로 물을 보급받을 수 있는 곳에 모여 살았다. 다만 고전기에 비하여 확실히 세력이 쇠퇴하였기에, 버려진 도시들은 다시 재정착되지 않았다. 한때 번성했던 남부 유카탄반도는 버려졌고, 문명의 중심지는 북부 저지대와 고지대로 올라갔다. 이 때 남부 반도에서 유민들이 북쪽으로 올라왔으며, 이 때문에 마야 문명에 다양한 이주 신화들이 생겨났다. 후고전기에 번영했던 치첸이트사와 푹 지방은 11세기에 극적으로 몰락해갔고, 이로 인하여 고전기의 마지막 후예라고 할 수 있는 웅장한 도시문명은 거의 사라졌다. 치첸이트사가 멸망한 이후, 12세기에 마야판이 새로운 중심 도시로 떠오르기 전까지 마야 지방은 주요 도시들이 사라진 채로 혼란의 시기를 겪었다. 12세기에 마야판이 중심으로 떠오르자, 카리브해와 멕시코만에 새로운 도시들이 만들어졌고, 새로운 교역로들이 만들어졌다.
후고전기는 역사적으로, 세력적으로 확실히 고전기와 차이가 있다. 한때 위대했던 도시 카미날후유는 거의 2,000여 년의 번영을 뒤로 하고 몰락하였고, 오랬동안 한 곳에 위치하였던 도시들은 내전으로 인하여 다른 곳으로 자리를 옮겨야 했다. 후고전기에 지어진 도시들은 절대다수가 더 방어를 쉽게 하기 위하여 언덕 위나 깊은 계곡 속에 지어졌고, 거대한 벽과 자연지형 등을 사용하여 침략자들을 막기 위해 분투했다. 이 당시 마야 도시국가의 정부들은 대부분 귀족들로 구성된 의회에 의하여 통치되었으나, 다만 몇몇 카리스마 있는 인물들이 등장하여 반독재식으로 지배하는 경우가 종종 있었다. 이러한 경우에도 귀족 의회 자체는 해체되지 않고 그의 조언자 역할을 하였다.
마야판은 1448년 즈음에 버려졌다. 이는 남부 유카탄반도에서 마야 문명이 쇠퇴한 것과 비슷한 이유로 버려진 것으로 추측되는데, 즉 가뭄과 내전, 환경 변화, 전염병 등과 같은 복합적 요인 때문이라는 것이다. 도시가 버려진 이후, 유카탄반도 전체에는 지속적인 전염병, 국지전, 내전, 자연 재해 등이 연이어 찾아오며 한 때 번성했던 문명을 완전히 암흑 속에 몰아넣었다. 이 시기가 끝나고 얼마 되지 않아서는 1511년에 스페인 침략자들이 쳐들어와 마야 문명의 마지막 후예들을 완전히 몰락시켰다. 스페인 군대는 지배적인 세력도 없고 이미 몰락해가는 마야 문명의 잔재들을 손쉽게 정복해나갔으며, 온갖 부와 보물들을 빼앗아갔다. 후고전기 후기에 유카탄반도는 여러 지방들로 갈라졌는데, 이 지방들은 서로 유사한 문화를 공유했지만 그 사회적, 정치적 구조는 완전히 달랐다. 스페인이 들어오기 직후에는 과테말라의 고지 지방은 몇몇 강력한 마야 도시들에 의해 통합되었다. 특히 키체 왕국은 과테말라 서부 고지대를 중심으로 한 조그만 제국을 세웠을 정도였다. 다만 스페인 군대가 들어오기 약 몇 십년 전부터 키체 왕국도 이미 옆의 칵치켈 왕국에 의하여 조금씩 무너져가고 있었다.

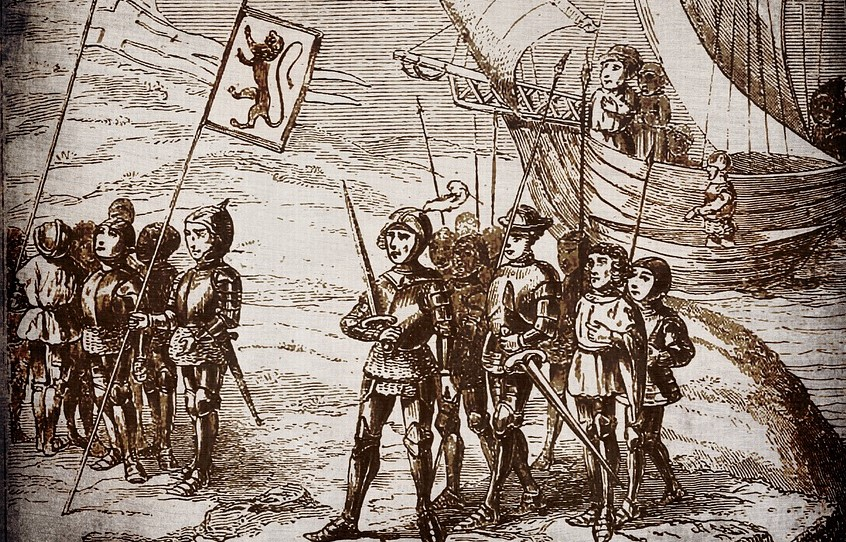
스페인의 정복자

### 스페인 접촉기 (AD 1511 - AD 1697)
1511년, 스페인 함선이 카리브해에 좌초했고, 몇 십여 명의 생존자들이 유카탄반도의 해안가로 표류했다. 그들은 인근 마야 도시 국가에 포획되었고, 거의 대부분은 인신공양으로 제물로 바쳐졌으나 2명은 간신히 살아 도망칠 수 있었다. 1517년에서 1519년 동안, 3개의 스페인 탐험대가 유카탄 해안을 탐사했으며 마야 원주민들과 국지전을 벌였다. 1521년에 아스텍 제국의 수도 테노치티틀란이 무너진 이후, 에르난도 코르테스는 페드로 데 알바라도를 과테말라로 180명의 기병, 300명의 보병, 대포 4문, 중부 멕시코에서 포섭한 수천명에 달하는 동맹군을 이끌어 보냈다. 그들은 1523년에 마야에 도착했고, 키체 왕국의 수도가 1524년에 알바라도에 의하여 무너졌다. 그 직후 키체 왕국의 인근 국가 카크치켈 왕국은 스페인 정복자들의 과도한 조공 요청을 거부, 이에 따라 스페인의 공격을 받아 식민지로 전락하였다. 1525년에 그나마 존속하고 있던 마야 대도시 자클레우가 무너졌고, 프란시스코 데 몬테조와 그의 아들은 1527년에 유카탄반도 전체를 정복하기 위한 원정대를 꾸렸다. 그리고 한동안 우여곡절을 겪을 이후, 마침내 1546년에 유카탄반도 전체를 완전히 손에 넣게 되었다. 당시 남아있던 유일한 마야 독립 왕국들은 페텐 분지의 소규모 도시들 뿐이었다. 1697년에 마르틴 데 우르수아가 최후의 마야 도시국가 노즈페텐을 함락시키면서 마야의 역사도 마침내 끝나게 되었다.

### 문명의 지속
스페인 식민기는 마야 문명의 거의 대부분의 고유한 색채를 없애버렸으나, 스페인 식민정부의 영향력이 상대적으로 미치지 못하던 고립된 마을에서는 문명이 그나마 잘 남아있었다. 마야 전통 사회와 가족 사회는 여전히 그들의 전통을 지켜나가며 살았으며, 옥수수와 콩을 주식으로 하는 메소아메리카식 식습관도 유지되었다. 다만 스페인과 함께 들어온 철제 농기구의 도입으로 인해 농업 생산력은 오히려 향상되었다. 도자기, 바구니 짜기, 직조 등 전통 공예도 여전히 이어졌고, 전통 시장도 스페인 정복 이후 오랫동안 유지되었다. 때때로 식민정부는 오히려 세금을 더더욱 많이 걷기 위하여 전통 방식의 시장들을 장려하기도 하였다. 마야의 전통 신앙과 언어는 열성적인 가톨릭 선교사들의 포교에도 불구하고 상당 기간 존속했다. 260일을 1년으로 잡는 마야 전통 의식 달력은 여전히 과테말라 북부에서 사용될 정도이다. 또한 현재에도 수백만 명에 달하는 원주민들이 마야어를 자신의 모어로 사용하여 조상들의 전통을 잇고 있다.

### 연구
가톨릭 교회의 사제들은 마야에 대한 자세한 연구 기록을 남겼다. 다만 이 연구의 목적은 원주민들에 대한 더 나은 이해를 바탕으로 가톨릭을 더욱 쉽게 포교하고, 스페인 제국에 더 빠르게 융화될 수 있도록 하는 데에 있었다. 이후 유카탄반도와 중앙아메리카를 방문한 수많은 선교사들과 식민지 관료들이 이 작업을 이어나갔다. 1839년, 미국의 여행자이자 작가 존 로이드 스티븐스는 영국인 건축가 프레드릭 캐서우드와 함께 몇몇 마야 유적들을 방문했다. 그들이 삽화를 첨부하여 출판한 여행록은 서구 사회에서 큰 인기를 끌었고, 마야 문명을 재조명하는 결과를 낳았다. 19세기 이후에는 마야에 대한 집중적인 고찰이 이루어져 옛 문명에 대한 획기적인 발견과 발굴이 넘쳐났고, 마야 상형문자 해독의 첫 발을 떼었다.
19세기의 마지막 20년 동안, 마야 문명은 과학적인 방법을 사용한 고고학의 깊은 연구 대상이 되었다. 이 작업에는 알프레드 모드슬레이와 테오베르토 말러가 선두에 서있었다. 20세기 초, 피바디 박물관은 코판 발굴 작업을 후원했고, 다른 도시들을 발굴하는 것도 지원했다. 20세기의 첫 20년 동안, 마야 달력의 해독, 신들과 여신들의 구별, 날짜, 종교관 등이 드러났으며 1930년대 이후에는 수많은 원정대들이 조직되어 마야 지역 전체에 거대한 발굴 작업들이 이루어졌다.
1960년대, 특출난 마야학자 에릭 S. 톰슨은 마야의 도시들이 사실 거대한 예배용 장소라고 주장했으며, 사람들은 도시가 아니라 그 주변의 숲 속에서 살았다고 생각했다. 그는 마야 문명이 평화로운 천문학자-사제들에 의해 통치되었을 것이라 생각했다. 하지만 이 주장은 20세기 후반에 이르러 점차 깨어지기 시작했다. 1950년대부터 점차 마야의 문헌들이 해독되기 시작하면서 그 안에 적혀있던 호전적이고 잔인한 마야 지도자들의 행적이 드러나기 시작했고, 마야인들이 평화로운 사람들이었다는 주장은 급격히 힘을 잃어갔다.

## 정치
아스텍 제국이나 잉카 제국과는 달리, 마야 문명은 단 한번도 1개의 거대한 왕국이나 제국으로 통합된 적이 없다. 마야 문명의 역사 내내 마야의 도시국가들은 다양한 정치구조를 가진 존재들이었으며, 심지어는 왕과 족장의 구분조차 확실하지 않았다. 이러한 혼란스러운 정치 구조는 서로와의 관계에도 큰 영향을 주었는데, 각 국가들의 지도자 간에 동맹, 연합, 복속, 전쟁, 적대 등의 거미줄들이 끊임없이 이어졌다 끊어졌다를 반복했던 것이다. 한 때는 특정 정치 구조가 지역적인 우세를 점하기도 했는데, 예를 들어 칼라크물, 카라콜, 마야판, 티칼 등이 있다. 마야 저지대에서 처음으로 발견된 지배 구조는 약 기원전 9세기까지 거슬러 올라간다. 선고전기 후기에는 거의 대부분이 신정정치 구조로 통합되었다. 참고로 신정정치는 종교가 지도자를 뒷받침해주며, 복잡한 예식, 상징, 교단들이 정치와 뗄 수 없을 정도로 얽혀있는 정치 구조였다. 신성한 왕이 권력의 중심이 되었고, 경제, 사법, 군사 등 모든 국정 전반을 총괄했다. 최고지도자는 워낙 신성하게 여겨졌기에, 전성기 마야 문명 당시에는 왕은 특별한 경찰력이나 군사력 없이도 귀족과 평민들 모두를 자신의 명령에 고분고분 따르게 할 수 있었다. 몇몇 도시들에는 행정부의 기능을 크게 확대했으며, 왕족들보다는 능력 중심으로 사람들을 쓰기도 하였다. 정치판에서는 중간층이 내부 갈등을 중재하고 자원을 배분하는 일에서 상당한 완충판으로 작용했을 것으로 추정된다.
마야의 정치 지형은 극도로 복잡했고, 마야의 엘리트층은 경제적, 사회적인 이익을 얻기 위해 정치판에 뛰어들었다. 고전기 후기에는 몇몇 도시들이 강력한 힘을 얻어 주변의 도시들을 직접적으로 지배하는 위치까지 올라갔다. 다른 경우에는 강력한 한 도시를 중심으로 하는 느슨한 연맹 체제인 경우도 있었다. 국경은 보통 인접한 도시들 사이의 거리 정확히 절반 정도의 장소에 위치했으며, 전쟁이나 협상을 통하여 국경을 확정하거나 바꾸는 경우도 있었다. 지배적인 도시들은 하위 도시들에게 공물을 상납받는 방법으로 조공을 바치게 했으며, 이 힘들은 모두 강력한 군사력으로 뒷받침되었다. 상대 도시의 엘리트층을 포로로 붙잡고 모욕하는 것은 자신의 도시의 영광을 드높이는 것으로 여겨졌으며, 전사들은 용감히 싸워서 최대한 많은 수의 포로들을 잡고 목을 자르는 것을 최대의 영예로 여겼다. 다만 지나치게 이같은 영예에 치중하는 것은 정치적 불안정과 사회 혼란을 야기하기도 했다.

## 사회
선고전기 이래, 마야 사회는 귀족과 평민, 이 두 계층으로 극명히 나뉘었다. 시간이 흐르며 인구가 증가하자 사회는 점차 전문화되었고, 정치 단체들은 극도로 복잡해졌다. 인구가 최고점에 달하고 수백개의 도시들이 복잡한 교역로로 연결되었던 고전기 후기에 다다랐을 당시, 사회 내의 빈부 격차도 상당히 벌어졌을 것으로 추정된다. 중산층들은 거의 대부분 장인들, 하급 사제들, 하급 관료들, 중농들, 상인들, 군인들로 이루어졌을 것이며, 평민들은 절대다수가 소농들, 하인들, 노동자, 그리고 빈민들과 노예들로 이루어졌을 것이다. 구전에 의하면 당시 토지들은 귀족들이나 씨족의 소유였으며, 모든 토지들은 상속되어 후손들에게 내려갔다. 특히 조상들의 묘를 씨족 소유의 땅에 묻는 것은, 씨족과 그 땅과의 관계를 더욱 깊이 하는 것으로 여겨져 흔히 행해졌다.

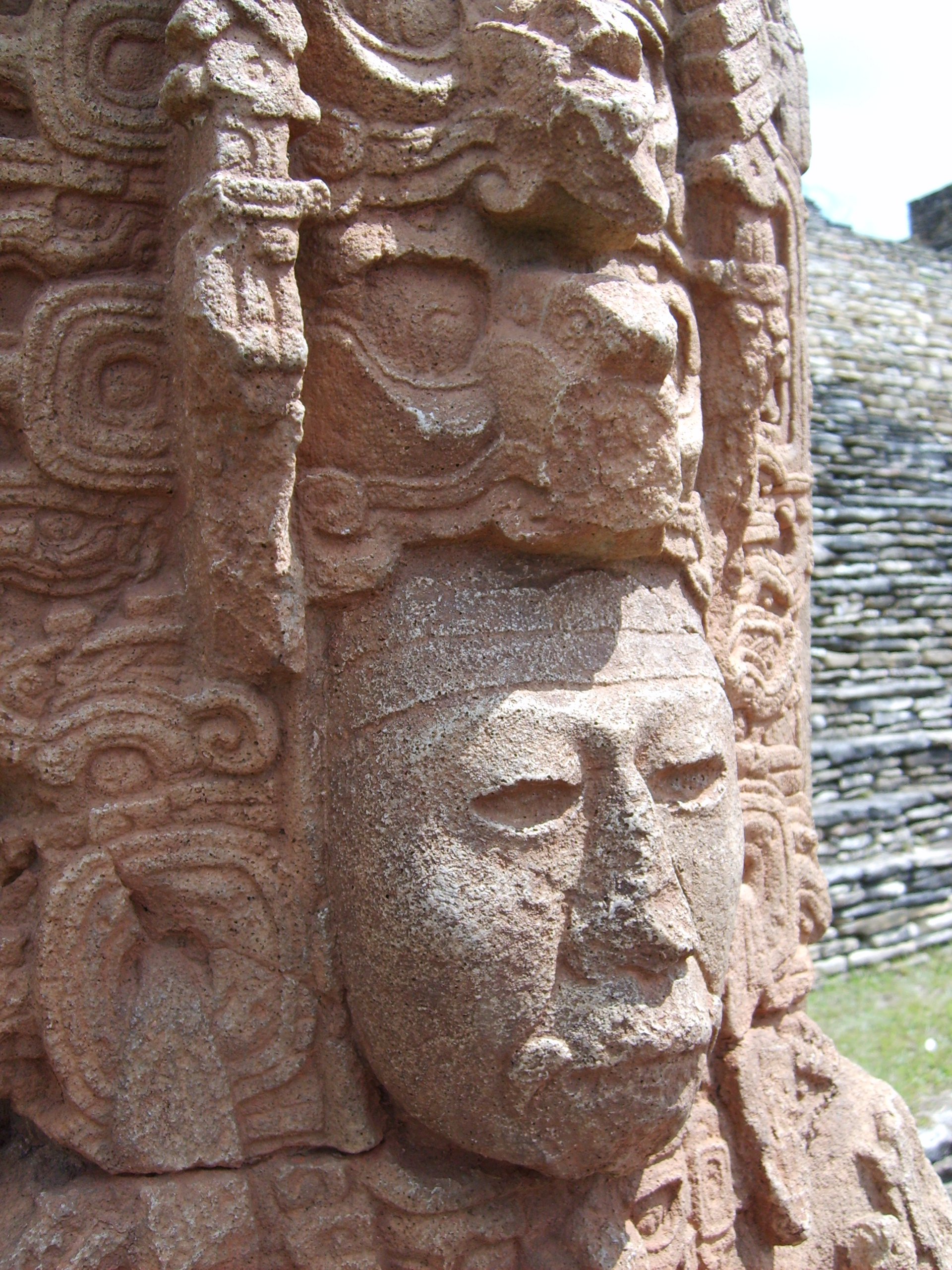
6세기의 왕을 묘사한 석비

### 왕실
마야 고전기의 중심은 왕실이었다. 왕실은 당시 예술의 원천이었고, 최고 지도층이자 인간과 신들을 중재하는 신관들이었다. 마야 문명의 극초기부터 왕들은 옥수수의 신의 현신으로 여겨졌는데, 이는 옥수수가 당시 민중들의 주식이자 가장 흔한 생명의 상징이었기 때문이었다. 마야의 왕실은 부계로 이어졌고, 여왕들이 나오는 경우는 왕조가 정말 절박한 위기에 처했거나 왕실의 대가 끊길 위기에서만 가능했다. 대부분의 경우 왕위는 장남에게 물려주었고, 장남이 아닌 왕자들은 '촉'(chʼok)라는 단어로 불렸다. 이 단어는 마야어로 '젊음'이라는 뜻을 가지고 있었으며, 시간이 지나며 왕자에서 귀족을 칭하는 단어로 의미가 확대되었다. 왕위를 물려받을 장남은 흔히 '바아 촉'(bʼaah chʼok )이라고 불렸다. 젊은 왕자는 성년식을 통하여 성인으로 인정받았는데, 가장 중요한 성년식은 5-6살에 치르는 피의 의식이었다. 왕위를 물려받을 후계자는 왕실의 일원이어야했음은 물론이고, 뛰어난 전쟁 사령관의 재능도 겸비해야했다. 새로운 왕의 즉위식은 고대 마야 문명에서 가장 성대한 예식이었으며, 이 때 재규어 가죽이 깔린 왕좌, 인신공양, 왕의 권위를 물려받는 의식같은 복잡한 절차들이 이루어졌다. 이 때 왕은 옥으로 장식되고 새의 깃털이 달린 화려한 왕관을 썼으며, 신의 신성을 상징하는 홀을 들고 예식에 임했다.
마야의 행정조직은 오직 왕실을 중심으로 돌아갔고, 관료제적인 요소는 딱히 찾아보기 힘들었다. 마야의 정부는 신분질서가 대단히 엄격했고, 고위 관직들은 귀족 혈통들이 독차지했다. 관료들은 시간이 흐르면 자연스레 더 고위 관직으로 승진했다. 관료들은 자신들을 관직에 올려준 가문들에 대하여 '빚'을 지고 있었고, 죽은 이후까지 이 빚을 갚아나가야 했다. 마야의 왕실은 때에 따라 그 구조가 변하고 권력 질서도 일정치 않았고, 마야의 소도시들은 각자의 상황에 맞추어 왕실 구조를 재편했기에 마야 전체에서 공통적으로 발견되는 왕실 구조는 딱히 없다. 현대의 문헌학자들이 마야 상형문자를 해독해낸 바에 따라, 우리는 마야인들의 왕실 칭호 몇몇 가지를 알 수 있다. 마야 고전기의 왕은 '에이저우'(Ajaw)라고 불렸으며, 도시의 지도자를 의미하기도 했다. 나중에 사회규모가 커지고 구조가 복잡해지자, 에이저우라는 단어는 권력층 자체를 의미하게 되었으며, 한 도시에 복수의 에이저우가 존재하는 것도 충분히 가능했다. 하지만 이 경우에도 최고지도자들은 칭호 앞에 '쿠훌'(k'uhul)이라는 단어를 붙여 자신을 다른 에이저우들과 구분할 수 있도록 하였다. 또한 '카롬테(Kalomte)'는 '신성한 왕'이라는 뜻을 가지고 있었으며, 오직 가장 강력하고 오래된 혈통을 지닌 최고 직위의 쿠훌 에이저우들에게만 허락된 명예였다. 대부분의 경우에는 카롬테를 '대왕'이나 '대군주'로 번역하기도 한다. 다만 '카롬테'와 '쿠훌 에이저우'는 마야가 가장 강력했던 고전기 시대에만 사용된 칭호였으며, 문명이 쇠퇴하고 왕의 권력이 약화되는 고전기 후기로 갈수록 그 권위가 떨어졌다.
'사잘(sajal)'은 에이저우 아래의 칭호로, 귀족 직위의 공작 정도에 대응된다. 따라서 '카롬테' - '쿠훌 에이저우' - '에이저우' - '사잘' 순서로 위계가 높았던 것이다. 사잘은 무조건적으로 에이저우에게 복종해야 했으며, 전쟁 사령관이나 지역 군주인 경우가 대부분이었다. 특히 마야의 기록에는 사잘을 전쟁과 결부시키는 경우가 높기에, 실제로 전쟁을 수행하던 직위는 사잘이 맡았던 것으로 여겨진다. '사잘'이라는 단어는 마야어로 '두려운 자' 정도로 해석이 가능하다. 마야 귀족 사회에는 '아 티즈입(ah tz'ihb)'과 '아 출 훈(ah ch'ul hun)'이라는 직위도 있었다. 아 티즈입은 왕실 서기였으며, 무조건 왕족들만 임명될 수 있었다. 아 출 훈은 고대 기록들을 보관하고 공부하는 자들을 일컫는 말로, 에이저우와 거의 비슷한 직위였다. 현재 무슨 일을 했는지 딱히 알려지지 않은 직위들에는 '야저우 칵(yajaw k'ah'k), '티훈(ti'huun)', '티 삭훈(ti'sackhuun) 등이 있다. 마지막 2개의 칭호는 아마도 왕의 대변인을 나타내는 것이라는 추측도 있다. 왕실 직위들은 압도적으로 대다수가 남성들을 위해 마련되어 있었으며, 여성이 이 직위를 획득하는 것은 매우 힘들었다. 몇몇 여성이 칭호를 획득한 경우도 대부분 고위 왕실 일원인 경우밖에 없었다. '라캄(lakam)'은 위에 나온 직위들과는 다르게, 평민들도 얻을 수 있는 직위였는데, 아마도 지방에서 세금을 걷어 올리는 세리 역할을 했을 것으로 추정된다.
왕실에는 다양한 권력들이 존재했다. 물론 쿠훌 에이저우와 그의 가족들이 주축을 이루기는 하였으나, 사제들, 전사들, 다른 귀족들도 중요한 요소들을 차지하고 있었다. 후고전기에 왕권이 약화되고 귀족정이 등장했을 때에는 이보다도 훨씬 더 많은 세력들이 정부 내에서 권력을 잡기 위하여 서로 다투었을 것이다. 이 다투는 과정에서 마야의 정치 구조는 점점 더 복잡해져만 갔으며, 서로간의 타협과 비판, 맹비난과 배신 등이 넘쳐났다. 마야의 정치에서는 공공 예식 활동이 필수였는데, 예를 들어 제사용 춤, 전쟁 포로 처형, 인신 공양 등이 이 범주에 속한다.

### 평민
평민들은 거의 90%에 달하는 인구 비중을 차지하고 있었을 것으로 여겨지나, 그들에 대해 알려진 것은 많지 않다. 그들의 주택과 가옥들은 대부분 썩기 쉬운 나무와 짚 등으로 지어져 있었기에 현재 그들과 관련된 유물들조차 많이 찾아보기 어렵다. 몇몇 평민들은 도시 내부의 낮은 지대에 겨우 집을 짓고 살 수 있었고, 고고학자들은 레이저 등을 사용해서 이들의 집구조와 생활 방식을 간접적으로 유추할 수 있다. 하지만 도시 내부에 멀쩡한 집을 짓고 살 수 있었던 평민들은 소수였고, 거의 대부분의 평민들이 어떻게 살았는지는 아직도 밝혀진 바가 별로 없다. 평민들의 구성 요소는 다양했다. 극도로 가난한 농부에서 부유한 상인들, 장인들, 몰락한 옛 귀족들까지 이 범위에 들어갔다. 평민들은 생산활동을 장려받았는데, 특히 솜이나 카카오처럼 고위층들을 위한 사치품을 만들어낼 것을 종용받았다. 그들은 식량 생산, 공예품 제조, 도자기와 돌로 된 도구들까지 모두 만들어내었다. 평민들은 전쟁에도 참여하였고, 전쟁에서 뛰어난 활약을 보이면 출세도 가능했다. 평민들은 옥수수 가루나 식량, 사치품들의 형태로 귀족들에게 세금을 바쳤다. 뛰어난 능력이나 재능을 지닌 평민들은 마야 사회 내에서 존경받는 위인으로 여겨졌을 것이다.

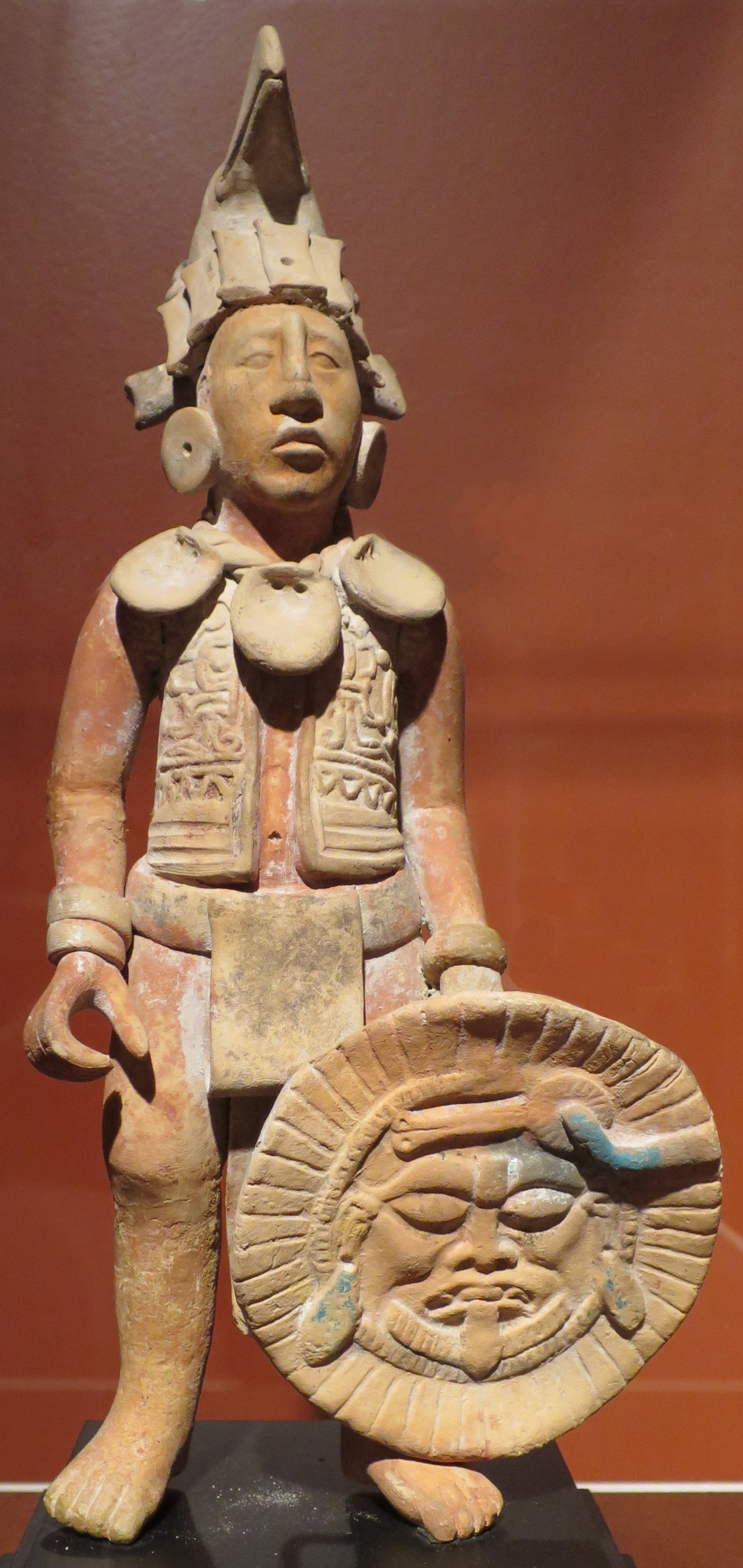
마야의 전사

## 전쟁
전쟁은 마야 문명에서 매우 흔했고, 지도자들은 가지각색의 이유로 항시 전쟁을 벌였다. 전쟁 발발의 원인들에는 대부분 교역로 확보, 전쟁 포로 확보, 상대 도시 국가의 파괴 등이 있었다. 당시 마야인들의 군대와 훈련 방법, 전술에 대해서 알려진 것은 많지 않다. 마야의 고전기 예술품들에서는 전쟁을 묘사한 것들이 매우 많으며, 전쟁과 승리, 왕의 영광 등을 묘사한 상형문자 비석들도 넘쳐난다. 다만 이 비석과 상형문자들은 전쟁의 발발 원인, 전개, 형태 등에 대해서는 자세한 정보를 갖고 있지 못하다. 8세기와 9세기에는 지나친 내전과 전쟁이 결국 페텐 저지대 서부의 왕국들을 모두 멸망시켜 버렸다. 이 때 페텐 저지대의 왕국들은 급격히 인구가 줄어들거나 버려졌는데, 이 왕국들 중 하나였던 아구아테카의 경우, 워낙 빠른 시간 내에 버려져 마야 원주민들이 제대로 챙기지 못한 유물들을 통하여 당시 군대의 모습을 짐작할 수 있다. 당시 아구아테카는 810년경 미상의 적군에 의해 침략당했는데, 이로 인해 아구아테카는 함락당했고 왕궁은 불탔다. 도시의 지배층들은 다수가 도망치거나 전쟁 포로로 잡혀가 다시는 돌아오지 못한 것으로 추정된다. 도시에 남아있던 사람들조차 얼마 지나지 않아 이 곳을 버리고 떠났고, 결국 아구아테카는 완벽하게 멸망하게 되었다. 아구아테카를 고고학자들이 조사한 결과, 마야 전사들은 대부분이 엘리트 계급이었다고 한다.
선고전기 이래, 마야의 지도자들은 엄격한 전쟁 수행 능력을 평가받았다. 그들은 종종 자신이 전쟁에서 죽인 사람의 머리를 허리에 차고 있는 모습으로 그려졌다. 고전기에 들어서는 이러한 모습은 사라졌으나, 대신 전쟁에서 사로잡힌 포로들을 능욕하는 광경을 볼 수 있었다. 후고전기 말엽에 마야의 왕들은 직접 전쟁에 나가 싸웠고, 이 때문에 전쟁에서 적에게 사로잡힌 왕은 고문, 모욕, 처형당하는 것이 당시로서는 흔한 풍경이었다. 스페인 학자들은 마야인들이 이 풍경을 책에 자세하게 그려넣어 후손들에게 남겼다고 전했다.
전쟁에서 패한다는 것은 패배한 국가에게 엄청난 충격을 주었다. 위의 아구아테카 같이 몇몇 경우에는 도시 자체가 멸망하기도 하였으며 다시는 부흥하지 못하기도 하였다. 다른 경우, 승리한 진영은 패배한 진영의 지도자들, 왕족, 귀족, 신관들을 모두 노예로 끌고 가거나, 희생제물로 바쳤다. 패배한 쪽에게 최선의 경우는 매년 승리한 쪽에게 공물을 바치는 정도였다.

### 전사들

고전기 마야 전사

스페인 접촉기 동안, 스페인 군인들은 마야의 전사들 상당수가 귀족층의 자손들이며 부계적으로 계승된다는 사실을 알아냈다. 이 때 계승 과정에서 특정한 전쟁 춤, 전술, 훈련 방법 등이 함께 전수되었을 가능성이 높다고 한다. 접촉기 시대 마야 전사들은 엄격한 규율 아래에서 생활했으며, 정기적인 훈련에 참가하여 자신들의 능력을 갈고닦았다. 성인이 된 모든 마야 남성들은 군대에 복무할 자격을 얻었으며, 마야의 도시국가에는 상비군이 없었다. 전쟁이 닥치면 관리들은 곧바로 남성들을 모집하여 군대를 채워넣었고 그들을 왕에게 데려갔다. 마야의 군대는 거의 대부분이 평민들, 즉 농부들로 구성되어 있었기에, 농번기에는 함부로 전쟁을 할 생각을 하지 못했다. 마야 국가들 사이의 전쟁은 서로를 완전히 멸망시킨다기보다는, 서로의 포로를 빼앗고 최대한 많이 죽인다는 개념이 강했다.

### 무기
고전기 초기에 테오티우아칸에서 '아틀라틀'이라는 이름의 던지는 창이 마야 지방으로 유입되었다. 아틀라틀의 길이는 0.5m이며, 끝에 뾰족한 날이 달려있다. 창날에는 막대기가 달려있어 단순히 창날을 손으로 던지는 것보다 훨씬 더 정확하고 빠르게 던질 수 있도록 만들어졌다. 아구아테카에서 발굴된 무기를 조사한 결과, 아틀라틀이 당시 마야 전사들의 주요 무기였음이 증명되었다. 평민들은 전쟁에 나가서 바람총을 사용했으며, 사냥 도구로 쓰기도 했다. 활과 화살도 마야의 전쟁과 사냥에서 주로 쓰이는 무기였다. 다만 고전기의 전사들은 활과 화살을 딱히 선호하지 않았고, 활과 화살이 주요 무기로 쓰인 것은 후고전기에 이르러서였다. 스페인 접촉기 당시 마야 전사들은 흑요석으로 만든 양면검을 사용하였으며, 검에는 나무로 만든 단단한 손잡이가 달려있었다. 마야의 전사들은 단단하게 만들기 위해 소금물에 적신 솜으로 만든 갑옷을 입었으며, 이 갑옷의 강도는 상당하여 당시 스페인 군인들이 입고 있던 강철 갑옷에 비교해도 딱히 뒤떨어지지 않을 정도였다. 방패는 주로 나무나 동물 가죽으로 만들었으며, 깃털이나 황금 등으로 화려하게 치장하였다.

## 무역
무역은 당시 도시국가로 이루어졌던 마야 문명에서 필수적인 요소였다. 강력한 힘을 가진 도시들은 동시에 중요 교역로들을 차지하고 이에서 세금을 걷었다. 카미날후유나 쿠마카즈와 같은 과테말라 고지의 강력한 도시들, 엘살바도르의 찰추아파 등의 도시들은 마야의 흑요석 공급을 통제했으며, 이에서 막대한 이익을 누렸다. 마야에서는 솜 또한 매우 중요한 생산품이었는데, 이를 이용하여 옷이나 갑옷, 생활 용품 등을 만들었기 때문이었다. 유카탄반도 북부에 자리잡고 있는 국가들은 바다와의 근접성을 바탕으로 소금의 생산을 도맡았으며, 후고전기에 들어서는 특히 노예무역이 메소아메리카 지역 전체에 횡행하였다.
마야인들은 광범위한 영역에서 무역을 전개했으며, 심지어는 메소아메리카 지역을 넘어서 이동하기도 했다. 고전기 초기 당시의 상회와 시장 유적들이 테오티우아칸과 멕시코 중부에서 발견되기도 할 정도였다. 메소아메리카 외부의 교역로들은 대부분 걸프 만과 멕시코 중부에 집중되어 있었다. 고전기 초기부터 치첸이트사는 콜롬비아와 파나마 지역에서 황금을, 뉴멕시코주에서 옥을 들여오는 무역의 최중심지였다. 사치품들과 실용품들의 대규모 거래는 대부분 왕실이 통제했다. 무역을 통해 얻은 부와 자원들은 대부분이 왕족들의 허영심을 채우거나, 동맹들에게 선물로 나눠주는 형식을 통해 동맹을 강화하는 역할을 하였다.
교역로는 단순히 물질적인 재화뿐만 아니라 문화와 인구들도 이를 통해 이동했다. 교역로의 변화에 따라 발전했던 도시가 쇠퇴하기도 했고, 지역 농촌에 불과하던 도시가 대도시로 성장하기도 하였다. 이같은 변화는 선고전기, 고전기, 후고전기 내내 지속되었으며 심지어 스페인의 탄압 조치조차 이같은 교역 행위들을 완전히 없애버리지 못했다. 예를 들어 식민시대에 고지대에 살던 마야 원주민들은 식민지에 스페인의 간섭을 받지 않고 카카오나 바닐라 같은 귀중품들을 공급했다.

### 상인
마야의 상인들에 대해서는 많은 것이 알려져 있지 않다. 그들은 몇 도자기 유물에 화려한 옷을 입고 있는 모습으로 묘사되며, 적어도 그들 중 몇몇은 엘리트 계층의 일원이었음은 짐작할 수 있다. 스페인 접촉기 동안, 마야의 귀족들은 장거리 무역에 활발하게 참여했던 것으로 알려져 있다. 다만 대부분의 상인들은 중산 계급이었고 그들 중 절대다수가 지역적, 국지적인 무역 행위에만 집중했다. 먼 곳에서부터 물건을 수입해오거나 팔아 넘기는 것은 고위 귀족들에게만 허가된 일이었다. 상인들이 물건을 싣고 다른 도시들을 돌아다니는 것은 거의 지하세계를 돌아다니는 것만큼 위험하다고 여겨졌기에, 당시 상인들의 수호신은 가방을 멘 2명의 지하세계의 신들이었다. 상인들이 여행을 떠날 때에는 몸을 검은색으로 칠해 눈에 띄지 않게 하였고, 중무장을 한 채로 다녔다.
마야인들은 물건을 옮길 때 동물을 쓰지 않았고, 모든 짐들은 노예들이나 하인들이 메고 다녔다. 해상으로 짐을 옮겨야 할 필요가 있을 때에는 카누를 통해 이동하였다. 이 때 카누를 통한 무역로들 중 하나가 온두라스에서 콜럼버스와 마주쳤던 것이다. 카누는 거대한 빈 나무로 만들었으며, 대략 2.5m의 너비였으며 25명이 노를 저어 이동했다. 주요 상품들에는 카카오, 흑요석, 도자기, 직물, 음식, 음료, 종, 도끼 등이 있었다. 당시 카카오는 신의 음식이라고 불릴 정도로 귀중한 음식었기에, 빈 껍데기 속에 흙이나 아보카도 껍질을 채워넣는 식으로 가짜를 만들어 팔기도 하였다.

### 시장
시장 유적은 고고학적으로 찾아내기가 힘들다. 다만 스페인 정복자들은 자신들이 도착했을 당시 이미 마야에서 시장경제가 이루어지고 있었음을 알고 있었다. 몇몇 고전기 도시들에서는 시장 거치대처럼 생긴 평행한 돌 무더기와 석조 회랑들 다수를 발견했고, 이 곳에서 발견된 흙과 현재 과테말라에 있는 마야의 전통시장의 흙 성분을 대조, 분석해본 결과, 두 지역의 흙 모두에서 높은 함량의 아연과 인이 검출되었다. 이는 이 지역에서 비슷한 음식을 먹었고, 비슷한 채소를 길러 팔았다는 것의 증거로 작용할 수 있다. 이 자료를 토대로 시장 구조를 재현하고 복잡도를 재구성해 본 결과, 적어도 마야 고전기 초기부터 이미 활발한 시장 경제가 이루어지고 있었음을 알 수 있다. 고고학자들은 이후에도 같은 방법으로 수없이 많은 옛 폐허들에서 시장들의 유적을 발견해냈다. 스페인인들이 도착했을 즈음에는 이미 거대한 광장에 영구적인 시장이 있었으며, 시장을 통제할 전문적인 관료들과 세금을 걷는 세리들이 별도로 존재했을 정도였다고 한다.

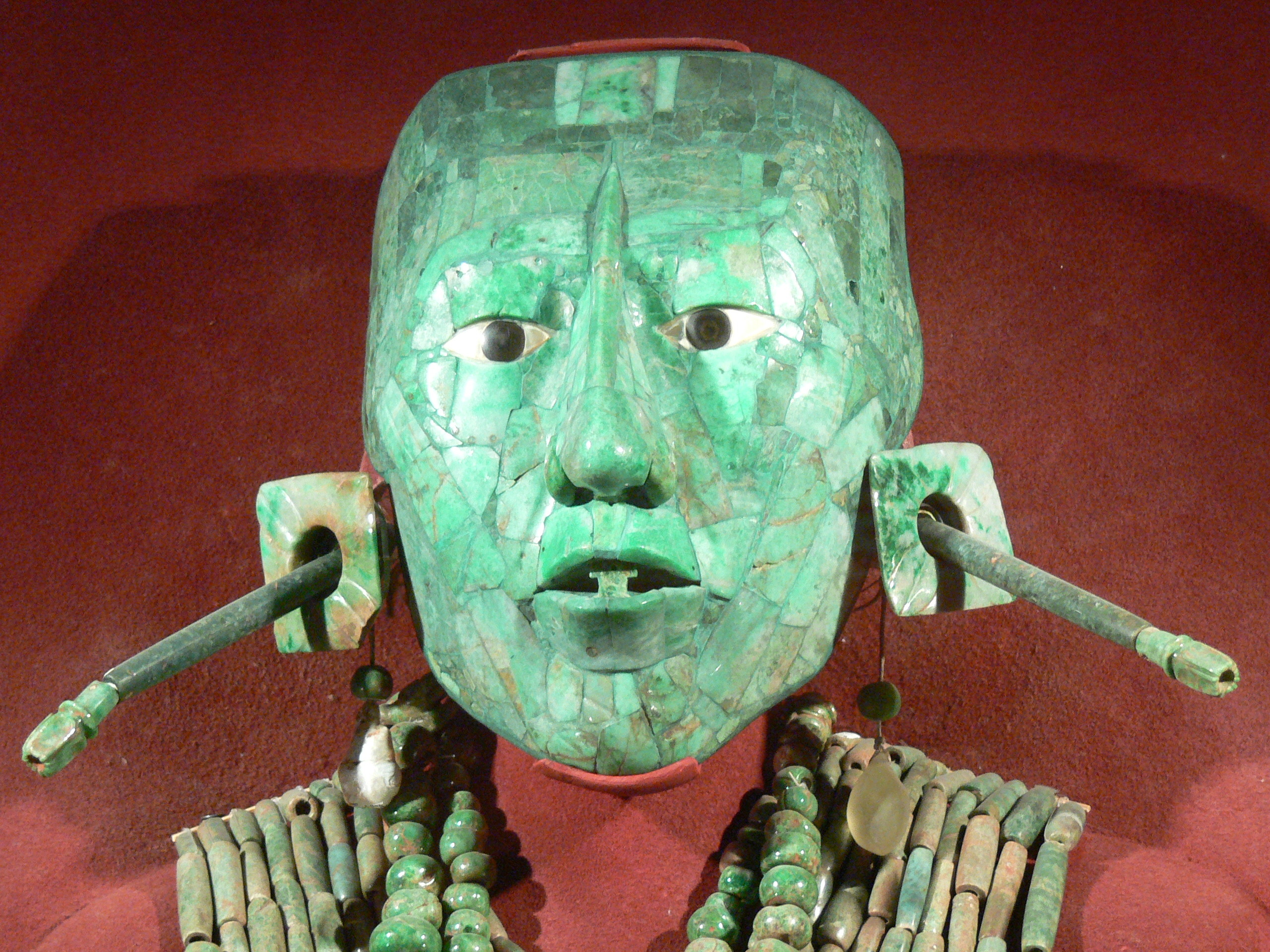
팔렌케 왕의 데스마스크

## 예술
마야의 예술은 기본적으로 왕실 문화에 가깝다. 현재까지 남아있는 예술품들 대부분은 엘리트 위주의 물건들이고, 당시 평민들과 관련된 것들은 거의 없다시피 하다. 마야 예술 작품들은 보존되는 재료들과 그렇지 않은 재료들, 이 둘 다 사용하여 만들어졌는데, 마야인들을 선조들과 이어주는 역할을 주로 하였다. 현재까지 남아있는 마야 예술품들은 극소수에 불과하지만, 이 예술품들은 콜럼버스 이전의 아메리카 문명들 중에서 가장 방대한 영역을 차지하고 있다. 마야의 예술은 지역에 따라 약간씩 그 모습이 달라지며, 현재까지 남아있는 예술품들 중 가장 보존 상태가 좋은 것은 고전기 후기에 만들어진 것이다.
마야인들은 초록색과 푸른색을 선호하였으며, 초록색과 푸른색을 같은 단어로 불렀다. 그들은 푸른색 옥과 녹색 보석들에 높은 가치를 부여했으며, 이를 태양신 키니크 아자우(K'inich Ajau)에게 연관시켜 생각하였다. 그들은 옥을 사용하여 구슬들, 4.42kg에 달하는 조각상들, 타일들을 깎아냈다. 마야의 귀족들은 이빨을 뾰족하게 갈아냈으며, 몇몇 군주들은 이빨에 옥으로 장식을 더하기도 하였다. 팔렌케의 왕이었던 '키니크 자납 파칼'의 묘에서는 왕의 시신이 옥으로 만들어진 데스마스크를 쓰고 있는 것이 발굴되기도 하였다.

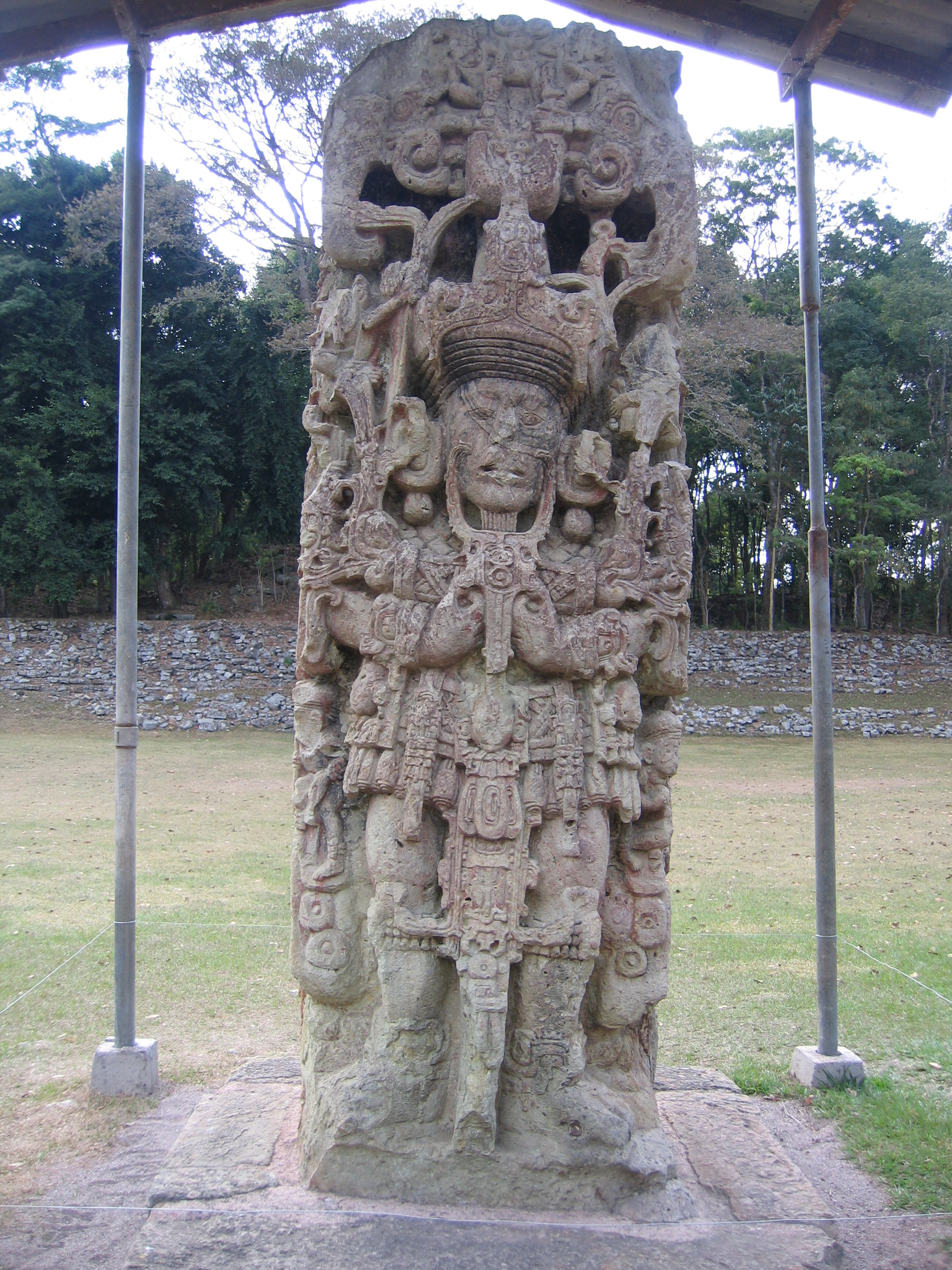
코판의 마야 석비

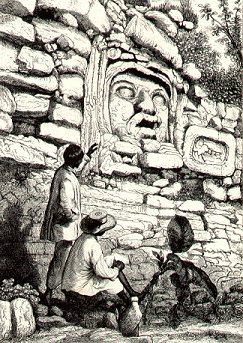
마야의 스투코 파사드

마야의 돌 조각상들은 대부분이 이미 전통을 지킨 완벽한 형태로 만들어져있으며 그 초기 모습을 갖춘 것들이 없다. 이 때문에 고고학자들은 돌 조각상들이 본디 나무 조각들에서 유래한 것들로 추정하고 있다. 다만 초기 나무 조각들은 마야의 열대 우림 기후에서 워낙 썩기가 쉽기에 남아있는 것이 없다. 현재까지 살아남은 나무 조각들에는 상형문자 판넬 조각, 입체 조각 등이 있다. 마야의 석비는 도시 유적들에서 흔하게 찾아볼 수 있는데, 대부분은 둥글고 낮은 제단 같은 돌과 한 쌍을 이루어 세워져 있다. 팔렌케와 같은 지방에서는 석회암으로 만든 벽 장식 조각들이 발굴되기도 하였다. 약스칠란, 도스 필라스, 코판과 같은 지역들에서는 화려한 돌 조각들로 장식된 계단들이 발견되기도 하였으며, 특히 코판에서 발견된 계단에는 현존하는 가장 거대한 규모의 상형문자 텍스트가 붙어있다. 이 계단에는 모두 2,200여 개가 넘는 상형문자들이 발견되었다.
마야의 가장 거대한 돌 조각상은 건물 외면에 붙어있는 스투코 파사드다. 이 파사드 조각의 기본 판은 평평한 석회암 표면 위에 놓였으며, 조그만 돌들을 사용하여 정교한 조각들을 붙여넣었다. 이후 스투코를 사용하여 마감처리하였는데, 인간 조각상의 경우 몸체를 먼저 만들고 그 위에 의상을 입혔다. 마지막으로는 색을 칠해 화려하게 장식하였다. 선고전기 후기부터는 거대한 조각상 머리들을 깎아 신전들을 장식하는 것이 유행하기도 하였다. 이러한 유행은 고전기 후기까지 지속되었다.

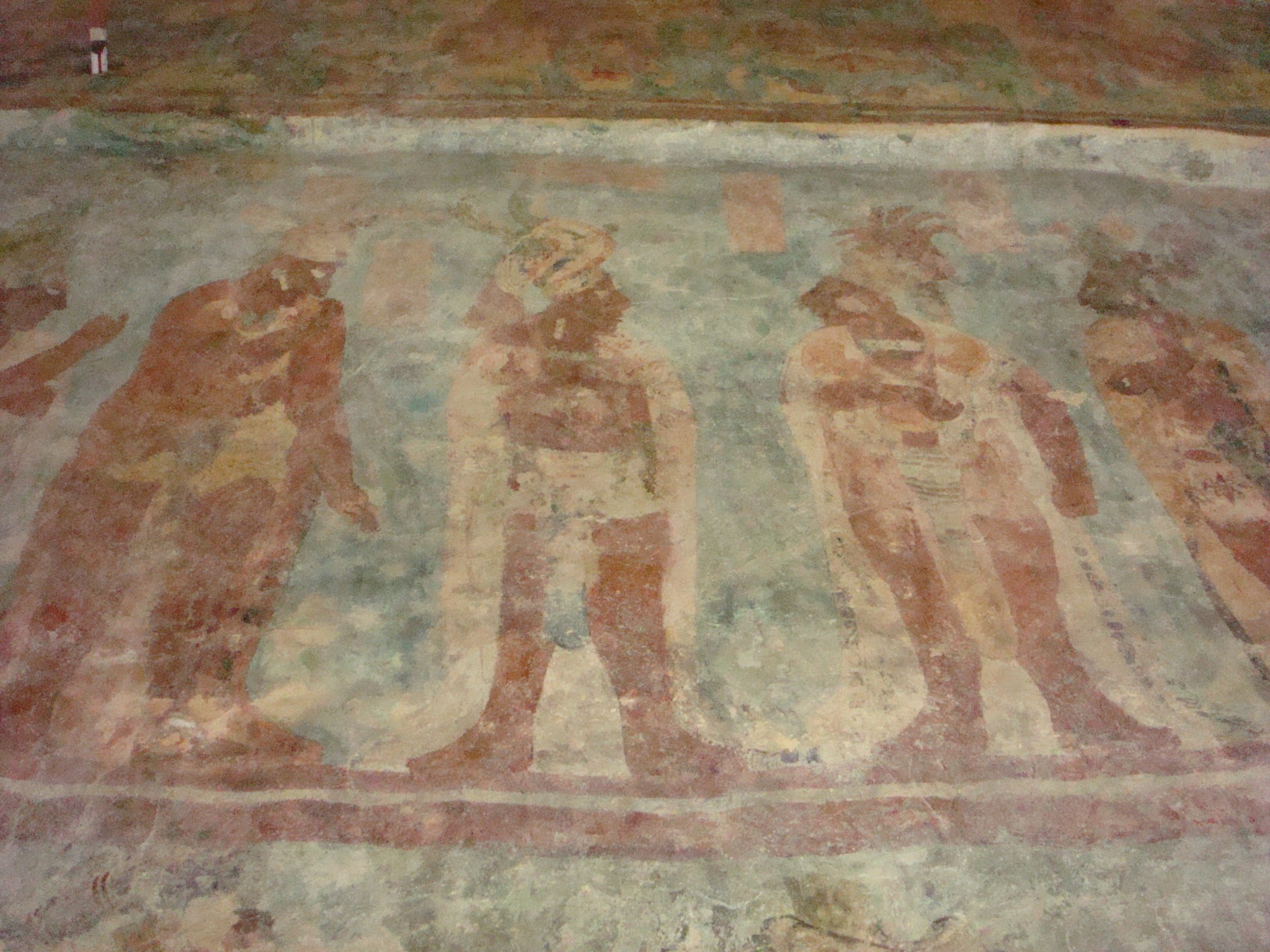
보남팍 벽화

화려한 벽화들도 마야 시대 내내 유행했다. 산 바르톨로에서는 기원전 300년과 200년 사이에 제작된 화려한 색을 벽화들이 발견되었다. 마야 건축물들의 벽들은 부드러운 벽토로 덮여있는데, 마야인들은 이 매끄러운 벽토 위에 염료를 섞어 벽화를 그렸다. 현재 대부분의 벽화는 파괴되었거나 열대의 습하고 더운 환경으로 인해 훼손되어 찾아보기가 매우 힘들다. 다만 카라콜, 티칼 등에서는 크림색, 붉은색, 검은색으로 칠해진 벽화들 몇 점이 발굴되었으며, 현재까지 발굴된 가장 보존 상태가 좋은 벽화는 보남팍에서 발견된 보남팍 벽화다.
수석, 각암, 흑요석 등은 마야 문명에서 매우 다양한 용도로 쓰였다. 다만 대부분은 장식적인 용도로 쓰였고, 기술적으로도 매우 정교하게 만들어져 있어 오직 고위 권력층들만 사용할 수 있었다. 거대한 흑요석 조각은 그 길이가 30cm가 넘고, 거의 대부분은 인간과 동물, 마야 종교와 관련된 기하학적인 모양을 묘사하고 있다. 특히 깎아놓은 수석은 초승달, 전갈, 뱀과 같이 워낙 다양한 모습들을 하고 있으며, 현재까지 발견된 가장 괴상하고 복잡한 모양의 수석은 거대한 인간 머리들이 모여있는 모습을 하고 있다. 전체적으로는 거대한 인간 머리들에서 조그만 인간 머리들이 솟아 나오는 모습이다.
마야인들의 직물은 아스텍 제국이나 잉카 제국의 유물들에 비하여 남아있는 유물들이 극히 적은 실정이다. 이 때문에 마야의 직물 유물은 매우 가치가 높다. 고고학자들이 몇몇 직물 조각들을 발굴하여 옛 모습을 추정하기는 하지만, 대부분의 학자들은 도자기나 벽화에 그려져 있는 사람들의 모습을 보고 옛 직물이나 의상의 모습들을 추측한다. 이 벽화들에는 마야의 왕족들이 솜으로 된 화려한 옷들을 입고 있는 모습들이 그려져 있는데, 몇몇 고위층들은 재규어 가죽을 두르고 있거나 사슴 가죽을 걸치고 있다.

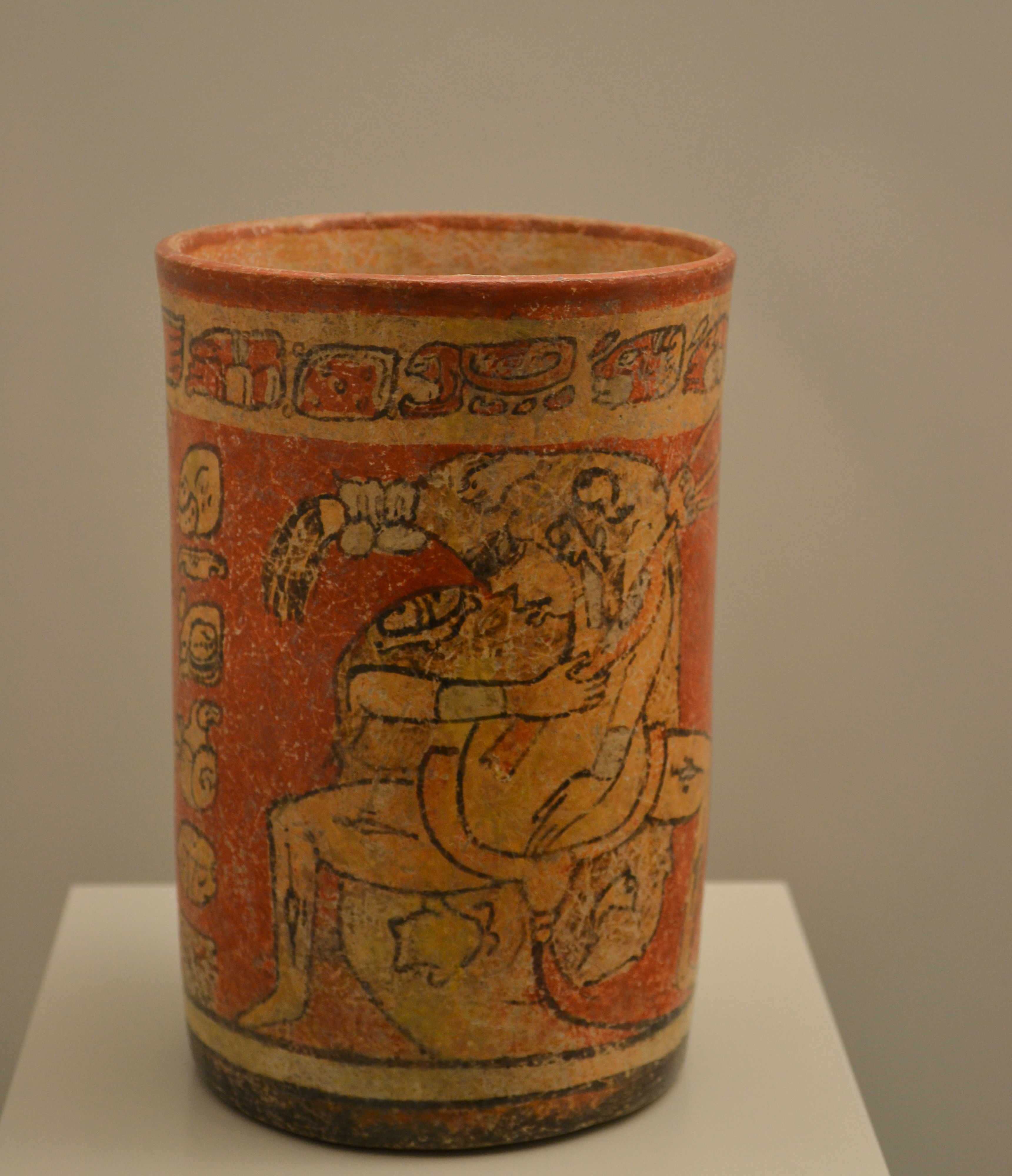
마야 고전기에 만들어진 도자기

도자기는 마야 예술에서 가장 흔한 유물이다. 마야인들은 도자기 물레라는 것을 알지 못했으며 대부분이 둥글게 말은 진흙 링들을 하나하나 쌓아 올려가는 방식으로 도자기를 만들었다. 마야 도자기에는 유약이 칠해져 있지 않으나, 때로는 불에 구워서 매끄럽게 하기는 하였다. 도자기 위에는 광물과 염료들을 섞어 만든 물감으로 점토로 장식을 넣었다. 옛 마야의 도자기 굽는 기술은 실전되어 현재는 전해지지 않는다. 자이나 섬의 마야 무덤에서 매우 정교하게 만들어진 도자기 인형이 출토되었는데, 이 인형의 높이는 10에서 25cm로, 모두 손으로 하나하나 만들어졌다. 마야인들은 도자기로 관도 만들었고, 그 외에도 접시나 용도가 밝혀지지 않은 원통형의 물체도 만들었다. 도자기들에는 대부분이 핑크색이나 붉은색으로 칠해진 상형문자들이 새겨져 있으며, 마치 살아움직이는 듯한 생생한 묘사가 그 특징이다. 도자기에 그려진 그림들의 주요 주제는 왕족들의 생활, 외교적 임무, 축제, 전쟁, 인신 공양 등이 있다.
인간과 동물의 뼈도 흔한 조각품 재료였다. 인간의 뼈의 경우에는 전쟁 포로의 것일때도 있었고, 조상의 것일 때도 있었다. 마야인들은 스폰딜루스 조개를 신성시했는데, 조개의 백색 겉면과 가시를 제거한 다음 오렌지빛 본체를 드러내게 하여 사용했다. 10세기에 이르러서는 중미에서 금속 제련 기술이 전래되었고, 이 때부터 마야인들은 황금이나 은, 구리들을 사용하여 작품들을 만들었다. 대부분의 경우는 금속으로 구슬, 원반, 종 같은 것들을 만들었다.

## 건축
마야인들은 건축술에 상당히 뛰어났다. 그들은 수많은 도시 유적들을 남겼으며, 벽과 계단들에 형문자를 새기고 다양한 형태의 건물들을 만들어냈다. 석조 건물들은 마야 사회에 전문화된 석공들이 있었음을, 이같은 인력을 동원할 수 있을 정도의 사회 구조나 정치적 조직이 있었음을 짐작하게 한다. 코판에 있는 거대한 궁전은 1사람이 약 10,686일 동안 일해야 지을 수 있는 것으로 여겨지며, 일반적인 평민들의 집은 약 67일이 걸렸을 것으로 짐작된다. 약 65%의 건축 인력은 채석, 돌 이동, 돌 다듬기 등의 작업에 쓰였을 것이며, 24%의 노동력은 벽토를 칠하고 만드는 일을 했다. 또한 나머지 인력들은 장식들을 만들고 벽화를 칠하며, 상형문자들을 새겨 건물들을 마무리하였다. 코판에 있는 귀족들의 집은 짓는데 2~3달이 걸렸으며, 대략 80명에서 130명의 일꾼들을 동원하였다. 전성기의 티칼은 대략 20 평방제곱킬로미터나 뻗어 있었는데, 이중 도심 지역만 해도 6 평방제곱킬로미터였다. 이같은 도시를 짓기 위해 동원된 인력은 어마어마했고, 수 십만의 일꾼들을 필요로 했다. 마야 역사상 가장 거대한 건물들은 선고전기에 지어졌으며, 후고전기에 이르러서는 전문화된 석공들이나 조각사들이 등장하였다. 또한 전문적인 건축가와 설계사도 있었다.

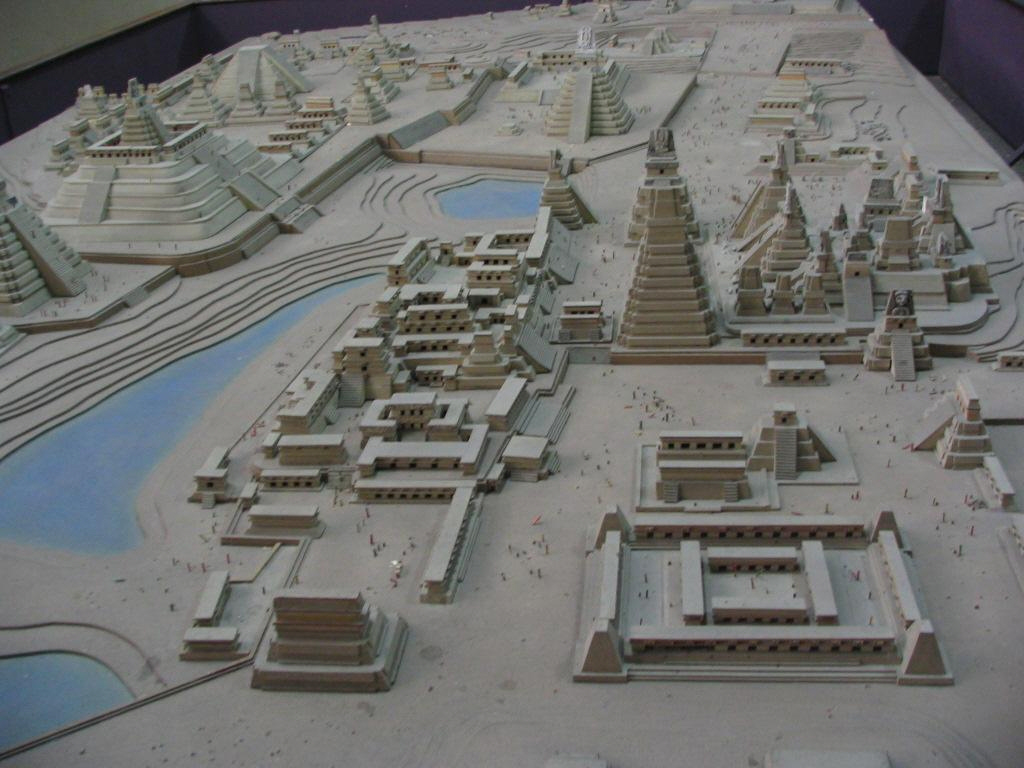
전성기 티칼 복원 모형

### 도시
마야의 도시들은 계획도시가 아니었고, 틈이 날때마다 팽창을 반복했다. 주로 왕족이나 귀족의 신전이 지어질 때마다 도시는 무질서한 팽창을 했으며 거의 대부분의 도시들은 중심부에서 뻗어나가는 형식으로 지어졌다. 다만 몇몇 중요한 건물들 위에 새로운 건물을 덧씌우는 방법으로 도심을 재건축하기도 했다. 마야의 도시들의 중심에는 보통 공적이나 상징적인 궁전들이나 신전이 자리했으며, 그 주위를 거대한 주거 지역이 둘렀다. 도심 일부는 신성한 지역으로 간주되어 주거 지역들과 벽으로 구분되었으며 이 지역들에는 피라미드들이나 엘리트층에게 바쳐진 왕궁들이 있었다. 지배 왕조의 권위를 세우기 위해 기념물들이 우후죽순 들어섰으며, 도시 한가운데에는 광장과 시장, 성스러운 공놀이 경기장, 학교 등이 있었다. 어지럽게 얽혀진 보도들이 도시의 각 부분들을 연결했으며, 이 보도들이 모이는 곳에는 새로운 마을이 들어서기도 했다. 부유한 가문들은 일부러 혼잡한 도시에서 벗어나 교외에서 살기도 했으며, 특히 일부 권력층들은 자신의 집을 왕족의 예에 걸맞게 지어 위엄을 과시하기도 했다.
마야 도시의 최고 중심에는 지배계층이 살았다. 이 곳에서는 도시의 행정 기능도 이루어졌으며 종교 예식도 치러졌다. 군중들이 이 곳에 모여 행사를 벌이기도 했다. 지배층들의 주택은 도시의 최고 입지를 독차지했으며 평민들은 도심에서 어느 정도 떨어진 변두리에 모여 살아야 했다. 대부분의 주거 지역들은 돌 기반에 지어져, 우기 때 빗물에 집이 쓸려나가지 않도록 대비했다.

### 건축 재료
마야인들의 건축 재료는 절대다수가 신석기 시대에 머물러 있었다. 그들은 나무와 돌을 사용하여 집과 신전을 지었고, 돌의 종류는 가용 가능한 돌들을 끌어모아 썼기에 지역마다 종류가 다르다. 심지어 같은 건물 내에서 모두 다른 종류의 돌들을 쓴 경우도 있다. 대부분의 마야 지방에서는 석회암을 주로 썼다. 마야 지역의 석회암들은 채석 당시에는 부드러워 조각이 용이하고 건축하기도 쉽지만, 공기에 노출되고 비를 맞으면 점차 단단해지는 특성이 있었다. 다만 석회암의 질들도 지역별로 다 달랐기에 건물의 질도 다 다르다. 우슈마신타 지역의 석회암 질을 최고로 쳤고, 북부 유카탄반도는 그 질이 유달리 나빴다. 코판에서는 화산암을 썼고, 퀴리구아는 사암을 사용했다. 쓸 만한 돌이 없던 곳들에서는 벽돌을 구워 사용했다. 석회암은 시멘트와 벽토를 만들기 위해 태워졌고, 시멘트와 벽토는 돌들을 고정시키고 방수 작용을 하기 위해 사용되었다. 마야인들은 바퀴의 존재를 몰랐기에 재료를옮길 때 통나무를 굴려 이동하거나 카누, 밧줄 등을 이용해서 옮겼다.
나무는 주로 축대나 대들보로 자주 쓰였다. 심지어 석조 건물에도 나무를 대들보로 사용한 경우가 있었다. 마야 문명 내내 대부분의 일반 오두막들과 몇몇 신전들은 나무 장대와 가로대를 사용하여 지어졌고, 진흙 벽돌도 자주 사용되었다. 진흙 벽돌은 진흙에 짚 등을 섞어 구운 벽돌로, 오두막의 벽면들을 구성하거나 바닥을 까는 용도로 쓰였다. 채석이 불가능한 몇몇 마야 지방들에서는 아예 신전과 왕궁들까지도 벽돌로 지었다.

### 건축 양식
거의 대부분의 마야 도시들은 크게 피라미드 신전, 궁전, 공놀이 경기장, 석조 보도, 광장 등으로 구성되었다. 어떤 도시들은 수로 시스템과 성벽들도 있었다. 대다수의 건물들의 외관은 붉은색, 노란색, 자주색 등 밝은 색으로 칠해져 있었으며, 그들 중에서도 중요한 건물들은 아름다운 조각상으로 화려하게 장식된 경우가 많았다.
왕궁

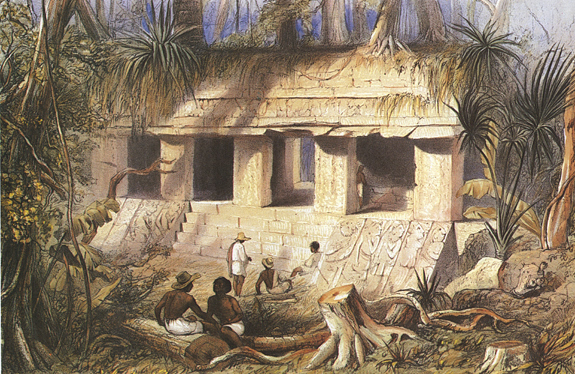
팔렌케의 왕궁

왕궁들은 보통 마야 도시의 한가운데, 공공 광장의 옆쪽에 위치한다. 한 건물안에 방들이 상당히 많으며, 탄탄한 석조 기반 위에 지어져 있다. 마야 문명에서 '아크로폴리스'란 다양한 높이의 기반들 위에 지어져 있는 건물군들을 가리키는 말인데, 이 건물들은 대부분 지배계급의 거주지로 쓰였다. 그들은 신전들을 수직으로 높게 쌓아올리는 것과는 반대로, 자신의 집들은 모두 수평적으로 낮고 넓게 확장했으며, 일반인들의 출입을 엄격하게 제한했다. 왕궁의 방들에는 돌로 된 의자들이 있어 거주자들이 그 곳에서 자거나 앉아 있을 수 있었다. 또한 커튼을 달았던 구멍들이 발견되기도 했다. 팔렌케에 있는 거대한 궁전들은 물 공급 장치도 있었고, 증기 목욕탕도 있었다. 고전기 초기 이래 지배자들이 죽으면 그들이 살던 왕궁 아래에 묻기도 했다. 왕궁의 거대한 방들은 종종 알현실로 쓰이기도 했는데, 그 예로 팔렌케에는 즉위식, 외교 사절 접견 등에 쓰던 다수의 알현실들이 발굴되었다.
왕궁 내부에는 복수개의 정원들이 있으며, 대부분의 정원들은 벽으로 둘러쳐져 있고 몇몇 정원에는 조각상으로 장식도 되어 있다. 어떤 왕궁들에는 상형문자로 누가 이 곳에서 살았는가에 대한 단서를 제공키도 한다. 현재 마야 학자들은 왕궁이 단순한 거주지가 아니라 다양한 공공, 왕실 행사가 열렸던 공적 장소였다는 것에 동의한다.
피라미드 신전
피라미드 신전은 마야어로 '쿠 나(K'uh nah)'라고 불렸으며, 이는 '신의 집'이라는 뜻이다. 신전들은 단을 쌓아올린 제단 위에 건설되었고, 대부분의 경우에는 피라미드 형태였다. 가장 초기 형태의 신전은 낮은 기반 위에 지어진 오두막이었을 것으로 추정된다. 선고전기 후기에 가서야 신전이 돌로 건축되었으며 맨 위에 지붕 장식물이 생겨났다. 고전기에는 이 지붕 장식물이 더더욱 발전하여 신전 자체의 높이를 높였으며, 신전 예술의 핵심으로 떠올랐다. 신전 내부에는 2~3개의 방들이 있으며, 중요한 신들에게 각각 바쳐졌다. 이 신들은 도시의 수호신이나, 혹은 죽은 조상일 수도 있었다. 일반적으로 죽은 조상들이 신으로 떠받들어지는 경우는 상당히 흔했다.
E-그룹과 천문대

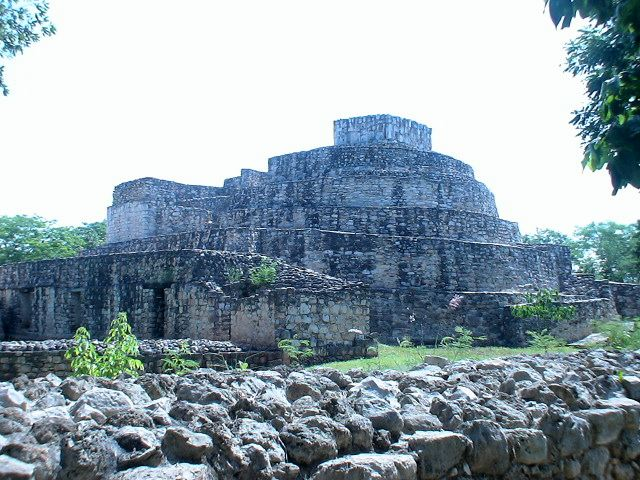
마야 도시 '에크 발람'의 천문대

마야인들은 천문의 관측을 대단히 중요시했고, 기술도 뛰어났다. E-그룹은 마야 지방에서 자주 발견되는 E자 모양의 신전들을 일컫는 말로, 우삭툰의 신전에서 그 이름이 유래했다. 3개의 작은 건물들이 본 건물에 연달아 붙어있는 형식이며, 각각 일식과 월식을 나타냈다. 가장 오래된 신전들은 선고전기 시대로 거슬러 올라간다. 보통 E-그룹은 광장의 서쪽 지역에 주로 지어졌고, 사방을 방위에 정확히 맞춘 계단식 피라미드 모양의 건물의 형태를 띠고 있었다.이 피라미드의 꼭대기로 올라가면, 태양이 도시의 경관 너머로 뜨고 지는 모습을 확연하게 관찰할 수 있었다. E-그룹 건물들은 거의 몇 천년동안 마야 지방 곳곳에서 세워졌으며, 어떤 때에는 천체 관측의 용도가 아니라 단순히 상징적인 용도로 세워지기도 하였다.
3중 피라미드
3중 피라미드는 선고전기에 처음으로 등장했다. 3중 피라미드란 단일한 거대한 석조 기반 위에 1개의 주 신전 양 옆으로 2개의 작은 부속 신전이 세워져 있는 형태의 피라미드다. 가장 오래된 3중 피라미드는 엘 미라도르에서 발견된 것으로, 이 피라미드는 티칼의 가장 거대한 피라미드보다 6배나 넓은 면적을 차지하고 있다. 이 피라미드들은 보통 도시의 중앙 광장 바로 옆에 세워졌으며, 광장에서 바로 올라갈 수 있게 계단들도 있었다. 이러한 형태의 피라미드들이 어디에서 처음 유래했는지에 대해서는 이견이 있으나, 보통 E-그룹의 변형된 형태를 모태로 하여 지어졌을 것이라는 추측이 있다. 3중 피라미드는 선고전기 페텐 분지의 주된 건축 양식으로, 거의 88개가 넘는 유적지에서 3중 피라미드의 유적이 발굴되었다. 옛 도시 나크베에는 12개가 넘는 피라미드들이 있으며, 도시에서 가장 거대한 4개의 건축물들이 모두 3중 피라미드 양식을 하고 있다. 3중 피라미드는 선고전기 이후에도 여전히 유행하여, 팔렌케, 티칼, 우슈말 등에서도 지어졌다. 3중 피라미드는 마야의 신화와도 연관이 있는 것으로 추정된다.
공놀이 경기장
공놀이 경기장은 마야 지방에서만 찾아볼 수 있는 독특한 건축물이다. 고전기 이래 마야 도시들에서 거의 대부분 발견되며, 가장 오래된 것은 북부 유카탄반도에서 발견된 것으로 선고전기인 기원전 1000년에 지어졌다. 스페인 접촉기 동안에는 공놀이 경기장이 과테말라 고지에서만 그 명맥을 겨우 유지하였다. 마야 문명의 역사 동안 공놀이 경기장은 중앙에 경기장이 있고 그 양 옆으로 벽이 있는 I자 형태로 지어졌다. 중앙 경기장은 보통 그 길이가 20m에서 30m정도이며, 그 양 옆에 대략 3m에서 4m 정도의 높이의 벽이 세워져 있다. 이 벽은 공놀이 경기장의 범위를 정할 뿐만 아니라, 관중들이 앉아 경기를 관람하기도 했다. 치첸이트사에서 발견된 대 공놀이 경기장이 마야 문명 유적들 가운데 가장 그 규모가 크며, 길이가 83m이고 너비는 약 30m이다. 참고로 양 옆의 벽은 약 8.2m이다.

마야어의 계보

## 언어
기원전 2000년 즈음에는 모든 마야인들이 동일한 언어를 사용했다. 언어학자들은 이를 마야조어라고 부른다. 복원된 마야 조어에 대한 연구를 통하여, 학자들은 이 언어가 서부 혹은 북부 과테말라 고지에서 유래되었다고 추정했으나 확실하지는 않다. 마야조어는 선고전기에 마야 부족들에 따라 점차 갈라져나가기 시작했고, 이후 와스텍어파, 유카텍어파, 촐·첼탈어파, 칸호발·추흐어파, 키체·맘어파 등이 새롭게 생겨났다. 이 언어들은 더더욱 발전되고 계승되어 현대에 약 30여개의 언어들로 갈라졌다. 고전기 마야의 비문들에서 찾아볼 수 있는 대부분의 언어는 고전 마야어라고 부른다. 카미날후유나 선고전기 후반의 과테말라 고지의 도시들의 언어들은 대다수가 고전 마야어와 상관이 있기도 하다. 다만 고전 마야어가 마야 문명의 도시 유적들에서 광범위하게 발견된다는 것이 그 것이 가장 흔히 쓰인 언어라는 것을 의미하지는 않는다. 마야어 학자들은 아마도 고전 마야어가 마야 문명의 엘리트들만 사용했던 일종의 특별한 언어라고 추측하며, 유럽의 라틴어와 유사한 느낌이었을 것이라 주장한다. 고전기의 고전 마야어는 외교적 공식 업무, 중요한 무역 문서 등에만 사용되었다. 후고전기에 이르러서는 유카텍어도 고전 마야어와 함께 공문서에 종종 사용되곤 했다.
언어연대학적 연구에 따르면 마야족의 조상은 북아메리카 원주민의 작은 부족으로서, 이들이 남진(南進)해서 기원전 3000년대 중반에 서부 과테말라 고지에 정착한 것이라 한다. 그 후 1000년 사이에 이 부족이 두 어족으로 갈라져 하나는 북서로 진출하여 멕시코만(灣) 연안의 와스텍어파(語派)를 형성하였고, 다른 하나는 북쪽으로 나아가 페텐저지(低地)에서 유카탄지방에 이르러 유카텍어파가 되었다. 다시 기원전 1000년대 전반에 마야어족의 모체(母體)로부터 촐 및 촌탈 등 두 어파가 갈라져 나와서 중앙지방의 저지에 들어가 북부의 유카텍어파와 접촉하였다.
E.톰프슨에 따르면 촐어파가 마야 고전문화를 창조한 것이라 한다. 초기 마야에 관한 고고학적 자료는 극히 드물어 과테말라 태평양연안의 오코스(기원전 1500년 전) 및 콰도로스(기원전 1000년 전) 문화나 과테말라 고지 카미날후유 유적(遺蹟)의 알레파로기(期) 및 라스 차루카스기(BC 5,6세기경)에서도 이들 문화 후에 형성되는 고전(古典) 마야적인 특징은 볼 수 없다. 그러나 초기 마야의 기원에는 멕시코의 올멕 및 이자파문화의 영향이 컸다는 학설이 거의 굳어졌다. 가장 오래된 마야적 문화는 페텐지방 서부의 시에문화와 북부의 마몬문화인데, 마몬문화의 연대는 기원전 5세기경으로 추정되어 카미날후유의 라스 차루카스기(期)와 유사하다.

## 수학

마야의 숫자체계

타 메소아메리카 문명과 같이, 마야 문명은 20진법을 사용했다. 기원전 1000년에 점과 선을 사용하여 숫자를 표시하는 체계가 확립되었으며, 선고전기 후기에 0을 나타내는 기호를 새롭게 추가했다. 이는 세계에서 가장 처음으로 0이라는 기호를 숫자체계에 포함시킨 사례로 널리 인정받고 있다. 다만 바빌로니아인들이 마야인보다 먼저 0을 사용했을 가능성이 있다. 마야인들이 비석에 새긴 0을 의미하는 기호들 중 가장 오래된 것은 357년에 만들어졌다. 초기에 0은 마야의 달력에서 위치 기수법을 통해 날짜를 나타낼 때 주로 쓰였으며, 이 것이 나중에 계산으로 확장되어 진정한 '0'의 개념이 만들어진 것이다. 이 상징체계는 수 천년 동안 사용되었으나, 스페인 정복자들이 마야의 기록체계를 금지시킨 이후 맥이 끊어졌다.
기본적으로 점 1개는 1을 의미하고, 선 1개는 5를 의미한다. 선고전기 이래로 0은 조개껍데기 모양을 사용하여 표시했다. 고전기에는 다른 문자들을 사용하여 표시하기도 했다. 숫자의 진수는 그 위치에 따라 달라졌는데, 가장 위쪽에 있는 숫자일수록 진수가 높았다. 진수가 높아질 때마다 20씩 자릿수가 올라갔던 것이다. 이 때문에 가장 윗자리에 있는 숫자가 가장 큰 단위의 수를 나타냈고, 가장 낮은 자리에 있는 숫자가 가장 작은 단위의 수를 나타냈다. 예를 들어 884는 20진법으로 4*1 + 4*20 + 2*400으로 표현할 수 있는데, 이를 마야 숫자로 표현하면 점 4개를 가장 아래에 표기하고, 또다른 점 4개를 그 위에 표기, 그 위에 점 2개를 찍어 표기하는 방식이었다. 이 방식을 사용하여 마야인들은 상당한 크기의 숫자들도 모두 표기할 수 있었다.

## 달력
마야인들의 달력은 다른 메소아메리카 문명의 달력들과 유사하게 거의 대부분이 선고전기에 만들어졌다. 하지만 마야인들은 이 달력을 철학적인 개념에서 접근했으며, 달과 태양의 공전, 자전 주기를 기록하고 일식과 월식 등을 관찰, 행성들의 움직임을 정확하게 측정해내어 달력에 집어넣었다. 어떤 경우에는 마야인들의 계산이 동시대 유럽이나 아시아의 계산보다 더 정확한 경우도 있었다. 예를 들어 마야인들은 율리우스 달력보다 더 정확하게 태양력을 계산해냈다. 마야의 달력은 마야의 의식과도 밀접한 연관이 있었고, 마야의 신관들은 달력 공부를 최우선 업무들 중 하나로 여겼다. 마야의 달력은 3개의 다른 체계로 이루어져 있었다. 첫째는 제례용, 의식용으로 많이 사용되었던 '촐킨(Tzolk'in)'으로, 260일로 이루어져 있었다. 두 번째를 '하아브'로 불렀으며, 365일로 이루어져 있었다. 마지막은 52년 주기로 이루어지는 달력으로, 트졸킨과 하아브가 합쳐져 만들어졌다. 이 외에도 다른 달력들도 있었는데, 마야의 우주관에 근거하여 작성된 1년을 819일로 잡는 체계도 있었다고 전해진다.
마야 달력의 기본 단위는 하루다. 이를 '킨'이라고 불렀고, 20개의 킨이 모여 '위날'이라는 새로운 단위를 이루었다. 다음으로 18개의 위날이 모여 360일을 만들었고, 이 360일을 합쳐 '툰'이라고 불렀다. 아래에 나온 표는 마야 달력의 단위들을 표시한 것이다.
마야의 달력 체계
| 주기     | 계산                                  | 일수             | 연수(대략적인 측정값) |
| -------- | ------------------------------------- | ---------------- | --------------------- |
| 킨       | 1 일                                  | 1일              |                       |
| 위날     | 1 x 20                                | 20일             |                       |
| 툰       | 18 x 20                               | 360일            | 1년                   |
| 카툰     | 20 x 18 x 20                          | 7,200일          | 20년                  |
| 박툰     | 20 x 18 x 20 x 20                     | 144,000일        | 394년                 |
| 픽툰     | 20 x 18 x 20 x 20 x 20                | 2,880,000일      | 7,885년               |
| 칼랍툰   | 20 x 18 x 20 x 20 x 20 x 20           | 57,600,000일     | 157,700년             |
| 킨칠툰   | 20 x 18 x 20 x 20 x 20 x 20 x 20      | 1,152,000,000일  | 3,154,004년           |
| 알라우툰 | 20 x 18 x 20 x 20 x 20 x 20 x 20 x 20 | 23,040,000,000일 | 63,080,082년          |

260일로 이루어진 트졸킨은 마야 예식, 예언서의 기본을 이루었다. 다만 이 트졸킨에 대한 천문학적인 근거는 없고, 아마 인간 임신 주기에 맞추어 작성되었을 가능성은 있다. 왜냐하면 트졸킨의 '트졸'은 탄생을 의미하는 마야어이기 때문이다. 260일의 트졸킨들은 각각 20개씩 나뉘었고, 이 13개의 묶음들은 모두 특정한 이름이 붙어져 특별한 신들이나 제사에 봉헌되었다. 365일로 이루어진 하아브는 20일의 위날 18묶음, 그리고 거기에 5일을 더 추가하여 만들어졌다. 이 5일을 '와예브'라고 칭하는데, 이 5일간은 인간계와 신계의 경계가 흔들리는 매우 불길한 시기로 여겨졌다. 트졸킨과 하아브를 잘 조합하면 52년마다 정확히 같은 명칭의 날이 나오게 되는데, 이를 한 주기로 삼아 시간을 측정했다. 참고로 이 52년이 마야인들이 주로 사용했던 가장 큰 시간 단위였다.
마야인들은 그들의 달력이 이전 '박툰'의 끝에서부터 새롭게 시작한다고 믿었는데, 이 시기는 약 기원전 3114년이다. 마야인들은 이 시기를 세상이 현재의 모습으로 창조된 날짜라고 믿었다. 그들은 20개의 박툰으로 이루어진 현재의 픽툰을 사용하여 현재의 시대를 표기했는데, 때에 따라 이 박툰이 달라지는 경우도 있었다. 팔렌케의 달력에 의하면 기원전 3114년 이전의 픽툰은 오직 13개의 박툰으로 이루어져 있었다고 한다. 이외에도 지역마다 실정에 맞추어 각각 달력들을 달리하는 경우가 있었다. 참고로 흔히 종말론이 나왔던 2012년 12월 21일의 경우, 이는 한 박툰이 끝나는 해였다. 마야인들도 한 박툰이 끝날 때마다 성대한 의식을 통하여 기념하기는 하였지만 이를 세상의 종말로 인식하기는 어렵다는 것이 학자들의 중론이었다.

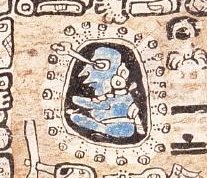
천문학자가 별을 관측하고 있는 모습을 묘사한 마야 텍스트

## 천문학
마야인들은 천문이 신의 뜻을 해독할 수 있는 열쇠라고 믿고 이를 열심히 탐구했다. 그들은 꾸준하게 태양, 달, 금성, 별들의 위치를 기록했으며, 이 정보들은 대부분 점성술에 사용되는 경우가 많았다. 마야인들은 과학적인 이유로 우주를 연구하지는 않았고, 농사 주기를 알아내기 위해 하늘을 관측하지도 않았다. 천문학은 대부분이 사제들을 위하여 과거의 시대에 대해 자세히 알아내기 위한 용도로 쓰였으며, 이를 토대로 미래를 예측할 예언을 만들어내기 위해 이용되었다. 사제들은 일식과 월식 등을 돌에 새겨 남겼으며 특정 별들이 정확히 어디에 위치해 있는지에 대하여 자세히 연구했다. 만일 이 별이 과거에 전쟁이 일어날 때 수평선 바로 위에 있었다면, 이번에도 그 별이 수평선 바로 위에 있을 때 또다시 전쟁이 일어날 것이라는 식이었다. 마야 기록에 따르면 사제들은 망원경을 쓰지 않은 채로 맨눈으로 별들을 관측했으며 막대기를 사용하여 정확성을 기했다. 스페인 접촉기 당시의 유럽인들의 기록에 의하면 후고전기 마야인들은 이미 대부분의 천문 현상들을 관측하고 있었으며, 심지어 몇몇 기록들은 동시대 유럽의 것들보다도 더 정확했다고 전해진다.
마야인들은 금성과 지구의 회합주기를 단 2시간의 오차범위 내인 584일로 정확히 계산해냈다. 마야인들은 목성, 수성, 화성 등 눈으로 보이는 태양계의 위성들을 대부분 관찰했다. 금성이 샛별로 떠오를 때에는 이 것이 마야의 영웅들이 다시 태어난 것, 즉 부활의 상징으로 여겼다. 금성이 신출했을 경우에는 파괴와 재앙을 뜻하는 불길한 신호로 해석했다. 금성은 전쟁을 상징하는 행성이기도 하였다. 마야 지도자들은 금성이 자신들에게 이로운 위치에 있다고 여겼을 때 전쟁을 시작했으며, 중요한 전쟁 포로들을 그에게 바치는 방식으로 행운을 기원했다.
일식과 월식은 세계의 멸망을 불러오는, 극히 위험한 징조로 보았다. 드레스덴 코덱스에 의하면 일식은 태양을 삼키는 뱀의 형태로 인식되었고, 상형문자로는 먹혀가고 있는 태양이나 달의 형태로 표현되었다. 마야인들은 이를 막기 위해서는 적절한 의식을 거행해야만 한다고 굳게 믿었다.

## 종교
메소아메리카 거의 대부분의 지역들과 유사하게 마야인들도 저 위에 인간들이 감히 다가갈 수 없는 초현실세계의 존재와, 그 존재들을 상징적인 예식들과 제물들을 통하여 만족시켜주어야만 한다는 의식을 굳게 가지고 있었다. 마야 예식들의 핵심에는 죽은 조상들에 대한 경배가 있었는데, 이는 죽은 조상들이 살아있는 후손들을 초현실적인 힘으로 돌보아 줄 것이라고 믿었기 때문이다. 이 둘 사이의 중재자를 자처한 가장 초기의 형태는 샤먼이었는데, 마야의 의식에는 대부분의 경우 사제들이 환각을 사용하여 신에게 더 가까이 가기 위해 노력하였다. 사제들의 환각은 강력한 환각 효과를 내는 수련을 많이 섭취하는 형태로 이루어졌다. 마야 사회가 발달함에 따라 권력층들은 종교적인 제사를 자신들의 권력을 뒷받침해주는 도구로 확립했으며, 선고전기 후기에는 왕권신수설과 비슷한 단계까지 이르렀다. 이 왕은 '쿠훌 아저우'라고 불렸으며 며 종교적인 힘과 세속적인 힘 모두를 강력히 틀어쥐고 있었다.
마야인들의 우주관은 고도로 체계화되어있었다. 그들의 우주관에서 천상계에는 13개의 층이 있었으며 지하에는 9개의 층이 있으며 지상계는 그 사이에 자리하고 있었다. 각각의 층들은 정확한 방위들로 또 나뉘었다. 마야에도 동양과 같이 사방색이 있었는데, 북쪽은 흰색, 남쪽은 황색, 서쪽은 검은색, 동쪽은 붉은색이었다. 대부분의 주요 신들은 이 방위들과 색깔들과 연관이 되어 있었다.
많은 마야인들은 죽은 가족들의 시신을 그에 걸맞는 부장품들과 함께 집 바닥 아래에 묻었다. 마야인들은 이렇게 해야만 가족들이 죽어서 그들을 제대로 잘 보살펴 줄 수 있다고 믿었다. 마야 사회는 부계 중심이었기에 대부분의 최고 숭배 대상은 오래된 남자 조상들이었고, 가장 강력한 자들은 개인 사원까지 가지고 있었다. 마야의 사회가 발전하고 엘리트층의 권력이 강력해짐에 따라 이 개인 사원들은 선조들의 무덤이 자리한 거대한 피라미드들로 발전했다. 신앙에 대한 믿음은 음식에서부터 무역, 정치, 공공 행사들 중 마야인들의 삶 전반 모든 곳에 걸쳐 관여했다. 마야의 신들은 세계 전체를 돌보았으며, 마야의 사제들은 이들을 기쁘게 해주고 그들에게 축복을 내려주게 할 의무가 있었다. 고전기 초기에 쓰인 상형문자 비석에는 극도로 복잡한 종교 의식들에 대하여 쓰여있고, 이에는 천문 관측, 달력 연구, 역사와 신화 공부 등이 포함되어 있었다. 사제들이 주관한 행사에는 축제, 잔인한 사형식, 제물 바치기, 음악, 춤 등이 있었다. 가끔씩은 인간을 제물로 바치기도 했다. 고전기 시대에는 도시의 왕이 최고 사제직을 겸했고, 신들과 인간들을 직접적으로 잇는 존재라고 여겨졌다. 평민들 사이에서는 이와 함께 샤머니즘도 여전히 유행했다. 후고전기에는 종교적인 강조점이 달라졌는데, 이 때는 신상과 그림들을 주로 숭배하는 경향이 강해졌고 인간 제물 의식이 더 흔하게 행해졌다.
고고학자들은 당시의 의식을 몇가지 기법들을 사용하여 재현하기 위해 노력하고 있다. 가장 자주 쓰이는 기법은 남아있는 물리적 증거들을 활용하여 의식들을 복원하는 것인데, 물론 정확하지는 않다. 고고학자들은 주로 사원, 피라미드 속 봉헌물, 기록, 비석문들과 스페인 정복자들이 쓴 마야 지방의 탐험기 등을 해독하여 고대 의식에 대한 정보를 최대한 많이 끌어내기 위해 노력하며, 이를 현지 주민들의 남아있는 신앙과 풍속과 결합하여 옛 제례의식을 유추해낸다.

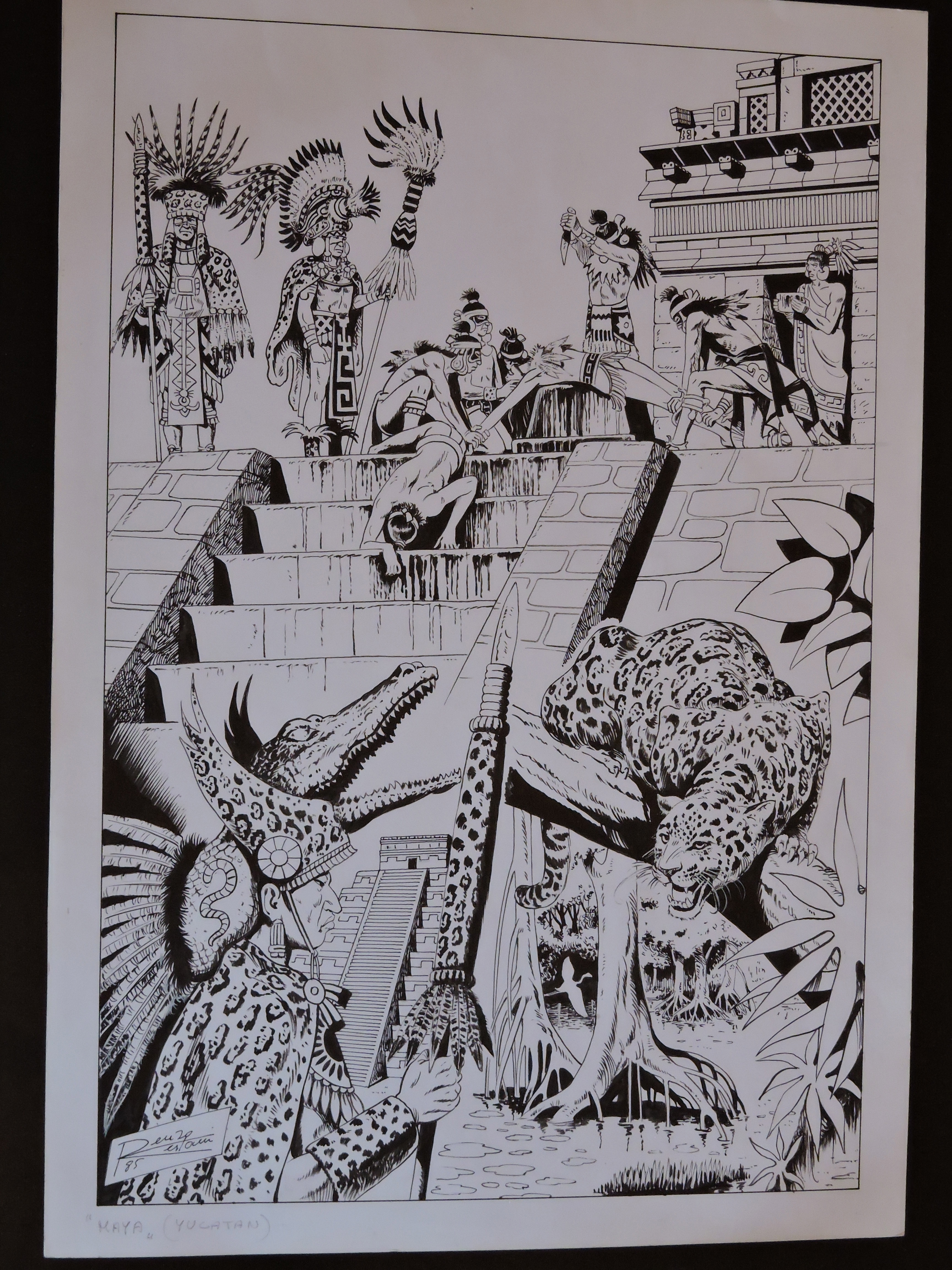
인신공양 의식

### 인신공양
인간의 피는 마야의 신들에게 매우 중요한 제물로 여겨졌다. 또한 살아있는 제물을 직접 신에게 바치는 것은 더할 나위 없이 신들을 기쁘게 해주는 방법이라고 생각했다. 이로 인해 살아있는 인간을 죽여 그 피를 신에게 바치는 것은 마야의 가장 중요한 종교 행사들 중 하나로 자리잡았다. 보통 전쟁에서 잡혀온 타국의 높은 직위의 귀족이나 왕족 포로들이 제물로 바쳐졌으며, 낮은 계급의 포로들은 제물로 바칠 가치가 없다하여 노예로 썼다.
사원을 신에게 봉헌하는 행사나 새 왕의 즉위식과 같은 중요한 의식들에는 보통 인신공양이 행해졌다. 상대 적국의 왕을 죽여 바치는 것이 가장 그 격을 높게 쳤다고 한다. 포로로 잡힌 왕을 죽일 때에는 함부로 목을 베지 않고, 포로에게 신과 같은 복장을 입힌 뒤 목을 쳐 죽였다고 한다. 이는 당시 옥수수의 신이 죽음의 신에게 죽임을 당했다고 믿었던 당시의 마야 신화를 재현한 것이었다. 일례로 기원후 738년, 퀴리구아의 왕 '칵 틸리우 찬 요팟'이 코판의 왕 '우바 카이이'를 사로잡았을 때, 요팟은 그를 단숨에 죽이지 않고 한참동안 모욕하고 놀린 뒤 제물로 바쳤다고 한다. 이러한 인신공양 의식은 고전기 마야 예술에서 매우 흔하게 찾아볼 수 있으며 보통 포로들이 구타당하거나 화상을 입히는 등 고문을 당하는 것들도 흔하게 찾아볼 수 있었다. 또다른 신화에서는 마야의 한 쌍둥이 영웅들이 지하세계의 신들을 상대로 공놀이 경기를 하여 승리를 쟁취한 이야기를 다루는데, 이 과정에서 쌍둥이들 중 하나가 목이 잘리는 내용이 있다. 마야인들은 이같은 신화를 충실히 반영하여 공놀이 경기에서 진 상대편 선수들을 목을 잘라 신들에게 바쳤다.
후고전기 시대 동안 가장 흔한 방식의 인신공양 방법은 가슴을 갈라 심장을 적출하는 방식이었다. 이는 멕시코 계곡의 아스텍 제국의 영향을 받은 것으로, 주로 피라미드 꼭대기나 신전의 마당에서 행해졌다. 어떤 의식들에는 제물로 바쳐진 시체의 껍질을 벗겨 사제가 그 가죽을 뒤집어 썼고, 그 앞에서 춤을 추어 신들을 경배했다. 마야인들은 이러한 의식을 통하여 죽은 자의 힘을 끌어올 수 있다고 믿었다. 고고학적 연구에 의하면 적어도 고전기 이래부터 이 인신공양 의식이 행해졌다고 한다.

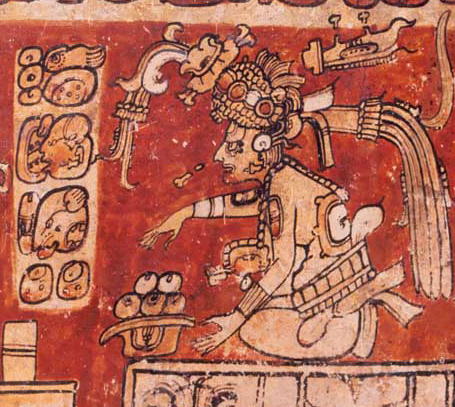
창조주 이참나

### 신들
마야 신화에는 매우 많은 수의 신들, 초인적인 존재들, 신성들이 등장한다. 마야인들은 폭넓은 신성을 믿었고, 한 신이 단순히 한 분야를 관장하는 것은 부정확하다고 여겼다. 마야의 신들은 달력과도 밀접한 연관이 있었고, 천문학, 우주학에도 관련이 깊었다. 신들의 특성, 성격, 힘, 중요성은 천체의 이동에 따라 변화했고, 이때문에 사제들에게 천체의 움직임을 기록한 천문학 서적들은 어떤 신이 어떤 의식이 필요한지 알아내기 위하여 필수적이었다. 그들은 이 서적들을 통한 계산으로 언제 의식을 행해야 하는지, 정확히 무슨 의식을 행해야 하는지, 누구에게 의식을 행해야 하는지 따위의 것들을 알아낼 수 있었다. 각각의 신들은 모두 4개의 발현을 가지고 있었는데, 이는 각각 동서남북의 방위와도 관련이 있었고, 종종 사방색으로 표현되는 경우가 많았다. 마야인들은 낮과 밤, 생명과 죽음을 엄격히 나누어 고려했다.
이참나(Itzamna)는 마야의 창조신으로, 우주 그자체이기도 했으며 태양신이기도 했다. 낮의 태양신인 '키니크 아하우'는 그의 분신이었다. 마야의 왕들은 스스로를 키니크 아하우와 동일시했다. 이참나는 '밤의 재규어'라는 이름의 밤의 태양신으로서의 분신을 갖고있기도 했는데, 이는 태양이 밤동안 어두운 지하세계를 지나간다는 것을 상징하는 의미를 지니고 있었다. 네 명의 바캅(마야의 신의 이름)들이 인간계의 모서리를 떠받쳤으며, 또다른 네 명의 바캅들이 천상계를 떠받쳤다. 바캅들도 이참나와 같이 몇몇 분신들을 가지고 있으나, 현재 딱히 알려진 바는 없다. '착'이라는 이름의 신들은 천둥을 관장했는데, 비, 천둥, 번개와 같은 기상현상들을 다루었다. 9명의 지하세계의 신들은 지하세계를 9등분으로 나누어 각가 1개씩 다스렸다.또다른 중요한 신들에는 달의 신, 옥수수의 신, 영웅 쌍둥이 등이 있었다.
포폴 부흐는 식민지 시대 초기 쓰여진 키체어·스페인어 필사본으로, 마야의 귀족이 쓴 상형문자문을 번역하여 작성한 것으로 여겨진다. 고대 아메리카 대륙에서 가장 뛰어난 저작들 중 하나로 손꼽히며, 세계의 창조 과정, 두 영웅 쌍둥이들의 모험, 후고전기 키체 왕국의 연대기 등에 대해 다루고 있다. 포폴 부흐는 현재 얼마 남지 않은 마야 시대의 기록물들 중 하나로, 귀중한 고고학적 가치를 지니고 있다고 여겨진다. 다른 메소아메리카 문명들과 비슷하게 마야도 깃털달린 뱀신을 숭배했다. 고전기에는 이런 양상이 흔하지 않았으나, 후고전기에 이르자 과테말라 고지와 유카탄반도 전체에서 숭배 의식이 이루어졌다. 유카탄반도에서는 종종 뱀신 쿠쿨칸이 주로 숭배되었다. 쿠쿨칸 숭배는 중앙아메리카의 케찰코아틀 숭배에서 그 본을 따온 것으로 여겨지고 있다.

## 농사
마야인들은 열대우림 기후에서 다양한 농사법들을 개발하여 곡물들을 수확하기 위해 노력했다. 마야인들은 휴경을 실시하여 땅을 한 번 사용한 뒤 버렸으며, 또 다른 열대우림지를 불태워 새로운 농경지를 만들어 썼다고 추측되는 경우가 많았다. 하지만 현재의 고고학계는 마야인들이 테라스식 농경, 상승지, 집중적인 관리, 정원 등의 복합적인 시스템을 사용하여 고전기 시기의 막대한 인구를 먹여살렸다고 여기고 있다. 이러한 옛 방법들은 아직까지도 관찰가능한데, 예를 들어 흙을 쌓아올려 토지의 높이를 상승시켰던 인공 운하는 아직도 위성사진으로 판별이 가능하다. 호수에 침전된 퇴적물들을 발굴 조사해본 결과, 마야인들은 주로 옥수수, 카사바, 해바라기 씨앗, 솜, 그 외의 다른 작물들을 키워 먹었다. 열대우림들의 불탄 자국들을 토대로 추측해 볼 때, 이 작물들은 적어도 기원전 2500년부터 시작되었을 것으로 추정된다.
마야인들의 주식은 옥수수, 콩, 호박류였다. 그 외에도 숲이나 정원에서 기른 다양한 종류의 채소나 과일도 곁들어 먹었다. 한 마야 도시는 그 주변 지대를 모두 뒤덮은 거대한 화산재 분출로 인해 현대까지 마야인들의 가옥이 고스란히 보전되어 있는데, 가옥 안의 음식 보관소에서는 칠리 고추와 토마토도 발견되었다. 가옥 안에서는 막 솜 씨앗을 갈고 있었는데, 기름을 짜내기 위해서였던 것으로 여겨진다. 이러한 기본 주식 작물들 외에도 카카오, 바닐라, 솜과 같은 기호식품들도 재배했고, 이들은 상당히 귀해 오직 엘리트층들만 쓸 수 있었다. 특히 카카오는 워낙 귀중하여 오직 왕들이나 사제들만 초콜릿 음료의 형태로 먹을 수 있었다. 솜은 귀중한 직물로 만들어져 무역에 주로 쓰였다.
마야인들은 가축도 키웠다. 기원전 3000년 즈음에는 개를 사육했으며, 후고전기 후기에는 오리도 키우기 시작했다. 마야 지방에서 서식하는 조류인 구슬칠면조는 가축화에 적합하지 않았기에, 거의 대부분의 사람들은 이를 숲에서 잡아와 가둔 후 먹이를 주고 강제로 살을 찌우는 방법으로 키웠다. 개는 식용으로도, 사냥용으로 둘 다 사용되었다. 사슴도 잡아와 살을 찌워 먹었을 가능성도 있다.

## 문화
천체 관측법과 역법이 매우 발달했고 특히 마야 숫자가 매우 유명하다. 마야 숫자는 0을 사용했으며 20진법을 사용했다. 마야 문자 또한 그 특이한 모양으로 유명하다. 마야인들은 주로 농업에 종사했으며 주 수확 작물은 옥수수였다. 마야의 상인들은 멕시코만과 카리브해의 다른 부족민들과 교역을 하기도 했다.
마야문화가 번성한 지방은 3개 지역으로 구분되나, 그 중심을 이룬 것은 과테말라 북부의 페텐지방으로부터, 서쪽은 멕시코의 타바스코, 동쪽은 벨리즈지방에 이르는 중앙지역이다. 여기에 유카탄반도(半島)의 북부지방 및 과테말라고지(高地), 차파스지방으로부터 태평양 연안에 이르는 남부지방 등 2개 지역이 포함된다.
시에문화는 고전 마야유적인 알탈드 사크리피시오스와 세이발의 하층에서, 또한 마몬문화는 와샤크툰과 티칼의 하층에서 볼 수 있다. 이 문화에 이어 카미날후유의 밀라프로레스기(期)와 중부 저지(低地) 마야지대의 차카넬문화에 이르러 마야문화의 기본양식이 확립되었으며, 밀라프로레스기에는 그 뒤에 발달되는 신성문자(神聖文字)의 원형(原型)이 나타났다.

## 의학
마야에서는 이가 부러졌을 때 치료법은 다음과 같았다.
- 화덕에 있는 숯 덩어리를 잘게 부수어 솜으로 싼다.
- 그 솜을 이 사이에 끼우면 통증이 사라진다.
- 또 다른 방법으로는 악어 이빨을 뽑아 그것으로 생선 껍질을 으깬다.
- 으깬 생선 껍질을 솜에다 싸서 부러진 이에 끼우면 통증이 멎는다.

그리고 마야는 의학을 종교와 관련시켰기 때문에, 무슨 일이든 화요일이나 금요일에 시작하면 불길하고, 곡식의 씨를 뿌리는 날이나 결혼식 아니면 도박을 하는 날에는 토요일이 가장 길하다고 믿었다.
다른 방법으로는 다음과 같은 치료법도 있었다.
- 뱀에 물렸을 때에는 담배를 피운다.
- 새의 지방을 먹는다.
- 맥이라는 동물의 똥을 말려서 먹는다.
- 박쥐를 꿀에 재워 술을 만들어 마신다.
- 산 두꺼비를 술에 담가 마신다.

## 같이 보기
- 아스텍 문명
- 잉카 문명

## 참고 자료
- Abrams, Elliot M. (1994). 《How the Maya Built Their World: Energetics and Ancient Architecture》. Austin, Texas, US: University of Texas Press. ISBN 978-0-292-70461-9. OCLC 29564628.
- Adams, Richard E. W. (2005) [1977]. 《Prehistoric Mesoamerica》 3판. Norman, Oklahoma: University of Oklahoma Press. ISBN 978-0-8061-3702-5. OCLC 58975830.
- Adams, R. E. W.; W. E. Brown; T. Patrick Culbert (1981년 9월 25일). “Radar mapping, Archaeology, and Ancient Maya Land Use” (PDF). 《Science》. New Series 213 (4515): 1457–63. Bibcode:1981Sci...213.1457A. doi:10.1126/science.213.4515.1457. ISSN 1095-9203. OCLC 863047799. PMID 17780866. S2CID 24698299. 2015년 3월 12일에 원본 문서 (PDF)에서 보존된 문서. 2015년 3월 12일에 확인함.
- Andrews, Anthony P. (Winter 1984). “The Political Geography of the Sixteenth Century Yucatan Maya: Comments and Revisions”. 《Journal of Anthropological Research》 40 (4): 589–96. doi:10.1086/jar.40.4.3629799. ISSN 0091-7710. JSTOR 3629799. OCLC 1787802. S2CID 163743879.
- Aoyama, Kazuo (July 2005). “Classic Maya Warfare and Weapons: Spear, dart, and arrow points of Aguateca and Copan”. 《Ancient Mesoamerica》 16 (2): 291–304. doi:10.1017/S0956536105050248. ISSN 0956-5361. OCLC 43698811. S2CID 162394344.
- Arroyo, Bárbara (July–August 2001).  Enrique Vela, 편집. “El Poslclásico Tardío en los Altos de Guatemala” [The Late Postclassic in the Guatemalan Highlands]. 《Arqueología Mexicana》 (스페인어) IX (50): 38–43. ISSN 0188-8218. OCLC 40772247.
- “Scientists discover ancient Mayan city hidden under Guatemalan jungle”. 《The Guardian》. Associated Press. 2018. 2018년 2월 4일에 확인함.
- Becker, Marshall Joseph (2004). “Maya Heterarchy as Inferred from Classic-Period Plaza Plans”. 《Ancient Mesoamerica》 15: 127–38. doi:10.1017/S0956536104151079. ISSN 0956-5361. OCLC 43698811. S2CID 162497874.
- Berlo, Janet Catherine (1989). 〈Early Writing in Central Mexico: In Tlilli, In Tlapalli before A.D. 1000〉.   Richard A. Diehl; Janet Catherine Berlo. 《Mesoamerica after the Decline of Teotihuacan, A.D. 700–900》. Washington, D.C., US: Dumbarton Oaks, Trustees for Harvard University. 19–48쪽. ISBN 978-0-88402-175-9. OCLC 18557289.
- Blanton, Richard E.; Stephen A. Kowalewski; Gary M. Feinman; Laura M. Finsten (1993) [1981]. 《Ancient Mesoamerica: A Comparison of Change in Three Regions》. Cambridge, UK: Cambridge University Press. ISBN 978-0-521-44053-0. OCLC 470193044.
- Blume, Anna (March 2011). “Maya Concepts of Zero”. 《Proceedings of the American Philosophical Society》 155 (1): 51–88. ISSN 0003-049X. JSTOR 23056849. OCLC 1480553.
- Bricker, Victoria R. (December 2007). “A Quarter-Century of Mayan Linguistics”. 《Mexicon》 29 (6): 138–47. ISSN 0720-5988. JSTOR 23759758. OCLC 5821915.
- Brittenham, Claudia (Spring–Autumn 2009).  Francesco Pellizzi, 편집. 《Style and substance, or why the Cacaxtla paintings were buried》. 《Res: Anthropology and Aesthetics》. 55/56 Absconding (Cambridge, Massachusetts: The Peabody Museum of Archaeology and Ethnology and the Harvard Art Museum). 135–55쪽. doi:10.1086/RESvn1ms25608840. ISBN 978-0-87365-854-6. ISSN 0277-1322. OCLC 601057415. S2CID 192220187.
- Carmack, Robert M. (2001). 《Kikʼulmatajem le Kʼicheʼaabʼ: Evolución del Reino Kʼicheʼ》 [Evolution of the Kʼiche Kingdom] (스페인어). Guatemala City, Guatemala: Cholsamaj. ISBN 978-99922-56-22-0. OCLC 253481949.
- Carter, Nicholas P. (2014). 〈Sources and Scales of Classic Maya History〉.   Kurt Raaflaub. 《Thinking, Recording, and Writing History in the Ancient World》. New York: Wiley-Blackwell. 340–71쪽.
- Caso Barrera, Laura; Mario Aliphat Fernández (2006). “Cacao, vanilla and annatto: three production and exchange systems in the Southern Maya lowlands, XVI–XVII centuries”. 《Journal of Latin American Geography》 5 (2): 29–52. doi:10.1353/lag.2006.0015. ISSN 1545-2476. JSTOR 25765138. OCLC 356573308. S2CID 201743707.
- Caso Barrera, Laura; Aliphat, Mario (2007).  J. P. Laporte; B. Arroyo; H. Mejía, 편집. “Relaciones de Verapaz y las Tierras Bajas Mayas Centrales en el siglo XVII” [Relation between Verapaz and the Central Maya Lowlands in the 17th Century] (PDF). 《Simposio de Investigaciones Arqueológicas en Guatemala》 (스페인어). XX (2006): 48–58. OCLC 173275417. 2013년 10월 17일에 원본 문서 (PDF)에서 보존된 문서. 2014년 6월 26일에 확인함.
- Chase, Arlen F.; Diane Z. Chase (2012). 〈Complex Societies in the Southern Maya Lowlands: Their Development and Florescence in the Archaeological Record〉.   Deborah L. Nichols; Christopher A. Pool. 《The Oxford Handbook of Mesoamerican Archaeology》. New York: Oxford University Press. 255–67쪽. ISBN 978-0-19-539093-3. OCLC 761538187.
- Christenson, Allen J. (2007) [2003]. “Popul Vuh: Sacred Book of the Quiché Maya People” (PDF). 《Mesoweb articles》. Mesoweb: An Exploration of Mesoamerican Cultures. 2014년 10월 24일에 원본 문서 (PDF)에서 보존된 문서. 2010년 1월 23일에 확인함.
- Christie, Jessica Joyce (2003). 〈Conclusions〉.   Jessica Joyce Christie. 《Maya Palaces and Elite Residences: An interdisciplinary approach》. Linda Schele series in Maya and pre-Columbian studies. Austin, Texas: University of Texas Press. 315–36쪽. ISBN 978-0-292-71244-7. OCLC 55889753.
- Cioffi-Revilla, Claudio; Todd Landman (December 1999). “Evolution of Maya Polities in the Ancient Mesoamerican System”. 《International Studies Quarterly》 43 (4): 559–98. doi:10.1111/0020-8833.00137. ISSN 1468-2478. JSTOR 3014022. OCLC 52067195.
- Coe, Michael D. (1994) [1992]. 《Breaking the Maya Code》. London, UK: Thames & Hudson. ISBN 978-0-14-023481-7. OCLC 31288285.
- Coe, Michael D. (1999). 《The Maya》 Six판. New York: Thames & Hudson. ISBN 978-0-500-28066-9. OCLC 40771862.
- Colas, Pierre R.; Alexander Voß (2011) [2006]. 〈Un juego de vida o muerte: El juego de pelota maya〉.   Nikolai Grube. 《Los Mayas: Una Civilización Milenaria》 [A Game of Life or Death: The Maya Ballgame] (hardback) (스페인어). Potsdam, Germany: Tandem Verlag. 186–91쪽. ISBN 978-3-8331-6293-0. OCLC 828120761.
- Colunga-García Marín, Patricia; Daniel Zizumbo-Villarreal (Winter 2004). “Domestication of Plants in Maya Lowlands”. 《Economic Botany》. 58, Supplement: S101–S110. doi:10.1663/0013-0001(2004)58[s101:dopiml]2.0.co;2. JSTOR 4256911. S2CID 25771956.
- D'Arcy Harrison, Peter (2003). 〈Palaces of the Royal Court at Tikal〉.   Jessica Joyce Christie. 《Maya Palaces and Elite Residences: An interdisciplinary approach》. Linda Schele series in Maya and pre-Columbian studies. Austin, Texas: University of Texas Press. 98–119쪽. ISBN 978-0-292-71244-7. OCLC 55889753.
- Dahlin, Bruce H.; Christopher T. Jensen; Richard E. Terry; David R. Wright; Timothy Beach (December 2007). “In Search of an Ancient Maya Market”. 《Latin American Antiquity》 18 (4): 363–84. doi:10.2307/25478193. ISSN 2325-5080. JSTOR 25478193. S2CID 161238112.
- del Águila Flores, Patricia (2007). “Zaculeu: Ciudad Postclásica en las Tierras Altas Mayas de Guatemala” [Zaculeu: Postclassic City in the Maya Highlands of Guatemala] (PDF) (스페인어). Guatemala City, Guatemala: Ministerio de Cultura y Deportes. OCLC 277021068. 2011년 7월 21일에 원본 문서 (PDF)에서 보존된 문서. 2011년 8월 6일에 확인함.
- Demarest, Arthur (2004). 《Ancient Maya: The Rise and Fall of a Forest Civilization》. Cambridge, UK: Cambridge University Press. ISBN 978-0-521-53390-4. OCLC 51438896.
- Demarest, Arthur A.; Tomás, Barrientos; Federico Fahsen (2006).  Laporte, J.P.; Arroyo, B.; Mejía, H., 편집. “El apogeo y el Colapso del reinado de Cancuen: Resultados e interpretaciones del Proyecto Cancuen, 2004–2005” [The Apogee and Collapse of the Kingdom of Cancuen: Results and Interpretations of the Cancuen Project, 2004–2005] (PDF). 《Simposio de Investigaciones Arqueológicas en Guatemala》 (스페인어). XIX (2005): 826–37. OCLC 71050804. 2015년 9월 23일에 원본 문서 (PDF)에서 보존된 문서.
- Diehl, Richard A. (2004). 《The Olmecs: America's First Civilization》. Ancient peoples and places series. London, UK: Thames & Hudson. ISBN 978-0-500-02119-4. OCLC 56746987.
- Doyle, James A. (December 2012). “Regroup on "E-Groups": Monumentality and Early Centers in the Middle Preclassic Maya Lowlands”. 《Latin American Antiquity》 23 (4): 355–79. doi:10.7183/1045-6635.23.4.355. ISSN 2325-5080. JSTOR 23645603. OCLC 54395676. S2CID 164102473.
- Drew, David (1999). 《The Lost Chronicles of the Maya Kings》. London, UK: Phoenix Press. ISBN 978-0-7538-0989-1. OCLC 59565970.
- Ellsworth Hamann, Byron (March 2008). “How Maya Hieroglyphs Got Their Name: Egypt, Mexico, and China in Western Grammatology since the Fifteenth Century”. 《Proceedings of the American Philosophical Society》 152 (1). ISSN 0003-049X. OCLC 1480557.
- Emboden, William A. (1979년 1월 1일). “Nymphaea ampla and other Narcotics in Maya Ritual and Shamanism”. 《Mexicon》 1 (4): 50–52. ISSN 0720-5988. JSTOR 23757393. OCLC 5821915.
- Emmerich, André (2005). 〈Improving the Odds: Preservation through Distribution〉.   Kate Fitz Gibbon. 《Who Owns the Past?: Cultural Policy, Cultural Property, and the Law》. New Brunswick, New Jersey and London, UK: Rutgers University Press. ISBN 978-0-8135-3687-3. OCLC 57893247.
- Estrada-Belli, Francisco (2011). 《The First Maya Civilization: Ritual and Power Before the Classic Period》. Abingdon, UK and New York: Routledge. ISBN 978-0-415-42994-8. OCLC 614990197.
- Finley, Michael John. “Maya Astronomy”. 《ircamera.as.arizona.edu》. Department of Astronomy and Steward Observatory, University of Arizona. 2020년 10월 23일에 원본 문서에서 보존된 문서. 2020년 8월 24일에 확인함.
- Fisher, Chelsea (December 2014). “The role of infield agriculture in Maya cities”. 《Journal of Anthropological Archaeology》 36: 196–210. doi:10.1016/j.jaa.2014.10.001.
- Foias, Antonia E. (2014) [2013]. 《Ancient Maya Political Dynamics》. Gainesville, Florida: University Press of Florida. ISBN 978-0-8130-6089-7. OCLC 878111565.
- Forsyth, Donald W. (1993).  J. P. Laporte; H. Escobedo; S. Villagrán de Brady, 편집. “La arquitectura Preclásica en Nakbe: Un estudio comparativo de dos periodos.” [The Preclassic Architecture of Nakbe: A Comparative Study of Two Periods] (PDF). 《Simposio de Investigaciones Arqueológicas en Guatemala》 (스페인어). VI (1992): 113–21. OCLC 30671693. 2011년 9월 4일에 원본 문서 (PDF)에서 보존된 문서. 2010년 7월 21일에 확인함.
- Foster, Lynn (2002). 《Handbook to Life in the Ancient Maya World》. New York: Oxford University Press. ISBN 978-0-19-518363-4. OCLC 57319740.
- Fox, John W. (2008) [1987]. 《Maya Postclassic state formation》. Cambridge, UK and New York: Cambridge University Press. ISBN 978-0-521-10195-0. OCLC 297146853.
- Freidel, David A.; Linda Schele; Joy Parker (1993). 《Maya Cosmos: Three Thousand Years on the Shaman's Path》. New York: William Morrow & Co. ISBN 978-0-688-10081-0. OCLC 27430287.
- Fuente, Beatriz de la; Leticia Staines Cicero; Alfonso Arellano Hernández (1999). 〈Art: Sentries of Eternity〉.   A. Arellano Hernández;  외. 《The Mayas of the Classic Period》. Mexico City, Mexico: Consejo Nacional para la Cultura y las Artes (CONACULTA). 141–226쪽. ISBN 978-970-18-3005-5. OCLC 42213077.
- Gillespie, Susan D. (1991). 〈Ballgames and Boundaries〉.   Vernon Scarborough; David R. Wilcox. 《The Mesoamerican Ballgame》. Tucson, Arizona: University of Arizona Press. 317–45쪽. ISBN 978-0-8165-1360-4. OCLC 51873028.
- Gillespie, Susan D. (September 2000). “Rethinking Ancient Maya Social Organization: Replacing "Lineage" with "House"”. 《American Anthropologist》 102 (3): 467–484. doi:10.1525/aa.2000.102.3.467. ISSN 0002-7294. JSTOR 683405. OCLC 1479294.
- Guillemín, Jorge F. (1965). 《Iximché: Capital del Antiguo Reino Cakchiquel》 [Iximche: Capital of the Ancient Kaqchikel Kingdom] (스페인어). Guatemala City, Guatemala: Tipografía Nacional de Guatemala. OCLC 1498320.
- Hammond, Norman; Duncan Pring; Rainer Berger; V. R. Switsur; A. P. Ward (1976년 4월 15일). “Radiocarbon chronology for early Maya occupation at Cuello, Belize”. 《Nature》 260 (5552): 579–81. Bibcode:1976Natur.260..579H. doi:10.1038/260579a0. ISSN 0028-0836. S2CID 4270766.
- Hansen, Richard D. (1991).  J.P. Laporte; S. Villagrán; H. Escobedo; D. de González; J. Valdés, 편집. “Resultados preliminares de las investigaciones arqueológicas en el sitio Nakbe, Petén, Guatemala” [Preliminary Results of the Archaeological Investigations of Nakbe, Peten, Guatemala] (PDF). 《Simposio de Investigaciones Arqueológicas en Guatemala》 (스페인어). II (1988): 163–78. OCLC 27267772. 2011년 7월 7일에 원본 문서 (PDF)에서 보존된 문서. 2010년 7월 21일에 확인함.
- Hansen, Richard D. (1998). 〈Continuity and Disjunction: The Pre-Classic Antecedents of Classic Maya Architecture〉 (PDF).   Stephen D. Houston. 《Function and Meaning in Classic Maya Architecture》. Washington, DC: Dumbarton Oaks Research Library and Collection. 49–122쪽. ISBN 978-0-88402-254-1. OCLC 318200121. 2015년 6월 10일에 원본 문서 (PDF)에서 보존된 문서. 2023년 1월 2일에 확인함.
- Hohmann-Vogrin (2011) [2006]. 〈Unidad de espacio y tiempo: la arquitectura Maya〉.   Nikolai Grube. 《Los Mayas: Una Civilización Milenaria》 [Unity of Space and Time: Maya Architecture] (hardback) (스페인어). Potsdam, Germany: Tandem Verlag. 194–215쪽. ISBN 978-3-8331-6293-0. OCLC 828120761.
- Houston, Stephen; John Robertson; David Stuart (June 2000). “The Language of Classic Maya Inscriptions”. 《Current Anthropology》 41 (3): 321–56. doi:10.1086/300142. ISSN 0011-3204. JSTOR 10.1086/300142. PMID 10768879. S2CID 741601.
- Hutson, Scott R. (December 2011). “The Art of Becoming: The Graffiti of Tikal, Guatemala”. 《Latin American Antiquity》 22 (4): 403–26. doi:10.7183/1045-6635.22.4.403. ISSN 2325-5080. JSTOR 23072567. S2CID 163256732.
- Jackson, Sarah E. (2013). 《Politics of the Maya Court: Hierarchy and Change in the Late Classic Period》. Norman, Oklahoma: University of Oklahoma Press. ISBN 978-0-8061-4341-5. OCLC 813300656.
- Jones, Grant D. (1998). 《The Conquest of the Last Maya Kingdom》. Stanford, California: Stanford University Press. ISBN 978-0-8047-3522-3.
- Justeson, John (2010). 〈Numerical cognition and the development of 'zero' in Mesoamerica〉. 《The Archaeology of Measurement: Comprehending Heaven, Earth and Time in Ancient Societies》. New York, US: Cambridge University Press. 43–53쪽. ISBN 978-0-521-11990-0. OCLC 501396677.
- Kettunen, Harri; Helmke, Christopher (2008). “Introduction to Maya Hieroglyphs: Workshop handbook” (PDF). 《Mesoweb articles》. Mesoweb: An Exploration of Mesoamerican Cultures. 2014년 8월 8일에 원본 문서 (PDF)에서 보존된 문서. 2015년 3월 8일에 확인함.
- Kettunen, Harri; Helmke, Christopher (2014). “Introduction to Maya Hieroglyphs: Workshop handbook” (PDF). 《Mesoweb articles》 14판. Mesoweb: An Exploration of Mesoamerican Cultures. 2015년 5월 1일에 원본 문서 (PDF)에서 보존된 문서. 2015년 3월 8일에 확인함. Alt URL 보관됨 2024-12-07 - 웨이백 머신
- Kimbell Art Museum (2015). “Presentation of Captives to a Maya Ruler”. Fort Worth, Texas: Kimbell Art Museum. 2015년 3월 7일에 원본 문서에서 보존된 문서. 2015년 3월 7일에 확인함.
- Koch, Peter O. (2013). 《John Lloyd Stephens and Frederick Catherwood: Pioneers of Mayan Archaeology》. Jefferson, North Carolina: McFarland. ISBN 978-0-7864-7107-2. OCLC 824359844.
- Kristan-Graham, Cynthia; Jeff Karl Kowalski (2007). 〈Chichén Itzá, Tula, and Tollan: Changing Perspectives on a Recurring Problem in Mesoamerican Archaeology and Art History〉. 《Twin Tollans: Chichén Itzá, Tula, and the Epiclassic to Early Postclassic Mesoamerican World》. Washington, DC: Trustees for Harvard University. 13–84쪽. ISBN 978-0-88402-323-4. OCLC 71243931.
- Laporte, Juan Pedro; Vilma Fialko (1994).  J.P. Laporte; H. Escobedo, 편집. “Mundo Perdido, Tikal: Los enunciados actuales” [Mundo Perdido, Tikal: Current questions] (PDF). 《Simposio de Investigaciones Arqueológicas en Guatemala》 (스페인어). VII (1993): 335–48. OCLC 33865804. 2011년 9월 15일에 원본 문서 (PDF)에서 보존된 문서. 2012년 2월 26일에 확인함.
- Looper, Matthew G. (1999). “New Perspectives on the Late Classic Political History of Quirigua, Guatemala”. 《Ancient Mesoamerica》 10 (2): 263–80. doi:10.1017/S0956536199101135. ISSN 0956-5361. OCLC 86542758. S2CID 161977572.
- Looper, Matthew G. (2003). 《Lightning Warrior: Maya Art and Kingship at Quirigua》. Linda Schele series in Maya and pre-Columbian studies. Austin, Texas: University of Texas Press. ISBN 978-0-292-70556-2. OCLC 52208614.
- Love, Michael (December 2007). “Recent Research in the Southern Highlands and Pacific Coast of Mesoamerica”. 《Journal of Archaeological Research》 15 (4): 275–328. doi:10.1007/s10814-007-9014-y. ISSN 1573-7756. S2CID 144511056.
- Lovell, W. George (2000). 〈The Highland Maya〉.   Richard E.W. Adams; Murdo J. Macleod. 《The Cambridge History of the Native Peoples of the Americas, Vol. II: Mesoamerica, part 2》. Cambridge, UK: Cambridge University Press. 392–444쪽. ISBN 978-0-521-65204-9. OCLC 33359444.
- Lovell, W. George (2005). 《Conquest and Survival in Colonial Guatemala: A Historical Geography of the Cuchumatán Highlands, 1500–1821》 3판. Montreal, Canada: McGill-Queen's University Press. ISBN 978-0-7735-2741-6. OCLC 58051691.
- Macri, Martha J.; Matthew George Looper (2003). 《The New Catalog of Maya Hieroglyphs》. The civilization of the American Indian series. 1: The Classic period inscriptions. Norman, Oklahoma: University of Oklahoma Press. ISBN 978-0-8061-3497-0. OCLC 773482216.
- Marcus, Joyce (2004a). 〈Maya Commoners: The Stereotype and the Reality〉 (PDF).   Jon C. Lohse; Fred Valdez Jr. 《Ancient Maya Commoners》. Austin, Texas: University of Texas Press. 255–84쪽. ISBN 978-0-292-70571-5. OCLC 60745417 – Project MUSE 경유.
- Marcus, Joyce (2004) [2003]. 〈The Maya and Teotihuacan〉.   Geoffrey E. Braswell. 《The Maya and Teotihuacan : reinterpreting early classic interaction》. Austin, Texas: University of Texas Press. 337–56쪽. ISBN 978-0-292-70587-6. OCLC 254181446.
- Martin, Simon; Nikolai Grube (2000). 《Chronicle of the Maya Kings and Queens: Deciphering the Dynasties of the Ancient Maya》. London, UK and New York, US: Thames & Hudson. ISBN 978-0-500-05103-0. OCLC 47358325.
- Masson, Marilyn A.; Carlos Peraza Lope (2004). 〈Commoners in Postclassic Maya society: Social versus economic class constructs〉.   Jon C. Lohse; Fred Valdez Jr. 《Ancient Maya Commoners》. Austin, Texas: University of Texas Press. 197–223쪽. ISBN 978-0-292-70571-5. OCLC 803179517.
- Masson, Marilyn A. (2012년 11월 6일). “Maya collapse cycles”. 《Proceedings of the National Academy of Sciences of the United States of America》 109 (45): 18237–38. Bibcode:2012PNAS..10918237M. doi:10.1073/pnas.1213638109. ISSN 1091-6490. JSTOR 41829886. PMC 3494883. PMID 22992650.
- Masson, Marilyn A.; Carlos Peraza Lope (2014). 〈Militarism, Misery and Collapse〉.   Marilyn A. Masson; Carlos Peraza Lope. 《Kukulcan's Realm: Urban Life at Ancient Mayapán》. Boulder, Colorado, US: University Press of Colorado. ISBN 978-1-60732-319-8. OCLC 892430422.
- Matthew, Laura E. (2012). 《Memories of Conquest: Becoming Mexicano in Colonial Guatemala》 (hardback). First Peoples. Chapel Hill, North Carolina, US: University of North Carolina Press. ISBN 978-0-8078-3537-1. OCLC 752286995.
- McVicker, Donald (January 1985). “The "Mayanized" Mexicans”. 《American Antiquity》 50 (1): 82–101. doi:10.2307/280635. ISSN 2325-5080. JSTOR 280635. S2CID 163756728.
- Milbrath, Susan (1999). 〈Stars, the Milky Way, Comets, and Meteors〉 (PDF). 《Star Gods of the Maya: Astronomy in Art, Folklore, and Calendars》. Austin, Texas: University of Texas Press. 249–93쪽. ISBN 978-0-292-75225-2. OCLC 40848420 – Project MUSE 경유.
- Miles, Susanna W. (1952). 〈An Analysis of the Modern Middle American Calendars: A Study in Conservation〉.   Sol Tax. 《Acculturation in the Americas》. Proceedings and selected papers of the International Congress of Americanists. Chicago, Illinois: University of Chicago Press. 273–84쪽. OCLC 180504894.
- Miller, Mary (1999). 《Maya Art and Architecture》. London, UK and New York: Thames & Hudson. ISBN 978-0-500-20327-9. OCLC 41659173.
- Miller, Mary; Karl Taube (1993). 《The Gods and Symbols of Ancient Mexico and the Maya》. London, UK: Thames and Hudson. ISBN 978-0-500-05068-2. OCLC 901448866.
- Oakley, Francis; Rubin, Benjamin B. (2012). 〈Sacral Kingship and the Origins of Religious, Social, and Political Orders〉.   Patrick McNamara; Wesley J. Wildman. 《Science and the World's Religions: Origins and Destinies》 1. Santa Barbara, California: Praeger/ABC-CLIO. 69–90쪽. ISBN 978-0-313-38732-6. OCLC 768417915.
- Olmedo Vera, Bertina (1997).  A. Arellano Hernández;  외., 편집. 《The Mayas of the Classic Period》. Mexico City, Mexico: Consejo Nacional para la Cultura y las Artes (CONACULTA). 9–99쪽. ISBN 978-970-18-3005-5. OCLC 42213077.
- Phillips, Charles (2007) [2006]. 《The Complete Illustrated History of the Aztecs & Maya: The definitive chronicle of the ancient peoples of Central America & Mexico – including the Aztec, Maya, Olmec, Mixtec, Toltec & Zapotec》. London, UK: Anness Publishing Ltd. ISBN 978-1-84681-197-5. OCLC 642211652.
- Popenoe de Hatch, Marion; Christa Schieber de Lavarreda (2001).  J.P. Laporte; A.C. Suasnávar; B. Arroyo, 편집. “Una revisión preliminar de la historia de Takʼalik Abʼaj, departamento de Retalhuleu” [A Preliminary Revision of the History of Takalik Abaj, Retalhuleu Department] (PDF). 《Simposio de Investigaciones Arqueológicas en Guatemala》 (스페인어). XIV (2000): 990–1005. OCLC 49563126. 2009년 12월 11일에 원본 문서 (PDF)에서 보존된 문서. 2009년 2월 1일에 확인함.
- Pugh, Timothy W.; Leslie G. Cecil (2012). “The contact period of central Petén, Guatemala in color”. 《Social and Cultural Analysis, Department of》. Faculty Publications. Paper 6.
- Quezada, Sergio (2011). 《La colonización de los mayas peninsulares》 [The Colonisation of the Peninsula Maya] (PDF). Biblioteca Básica de Yucatán (스페인어) 18. Merida, Yucatan, Mexico: Secretaría de Educación del Gobierno del Estado de Yucatán. ISBN 978-607-7824-27-5. OCLC 796677890. 2013년 11월 4일에 원본 문서 (PDF)에서 보존된 문서. 2013년 1월 20일에 확인함.
- Recinos, Adrian (1986) [1952]. 《Pedro de Alvarado: Conquistador de México y Guatemala》 [Pedro de Alvarado: Conqueror of Mexico and Guatemala] (스페인어) 2판. Antigua Guatemala, Guatemala: CENALTEX Centro Nacional de Libros de Texto y Material Didáctico "José de Pineda Ibarra". OCLC 243309954.
- Reents-Budet, Dorie; Antonia E. Foias; Ronald L. Bishop; M. James Blackman; Stanley Guenter (2007).  J.P. Laporte; B. Arroyo; H. Mejía, 편집. “Interacciones políticas y el Sitio Ikʼ (Motul de San José): Datos de la cerámica” [Political Interactions and the Ikʼ Site (Motul de San Jose): Ceramic Data] (PDF). 《Simposio de Investigaciones Arqueológicas en Guatemala》 (스페인어). XX (2006): 1416–36. OCLC 173275417. 2011년 9월 14일에 원본 문서 (PDF)에서 보존된 문서. 2009년 11월 14일에 확인함.
- Restall, Matthew; Florine Asselbergs (2007). 《Invading Guatemala: Spanish, Nahua, and Maya Accounts of the Conquest Wars》. University Park, Pennsylvania: Pennsylvania State University Press. ISBN 978-0-271-02758-6. OCLC 165478850.
- Rice, Prudence M.; Don S. Rice (2009). 〈Introduction to the Kowoj and their Petén Neighbors〉.   Prudence M. Rice; Don S. Rice. 《The Kowoj: identity, migration, and geopolitics in late postclassic Petén, Guatemala》. Boulder, Colorado: University Press of Colorado. 3–15쪽. ISBN 978-0-87081-930-8. OCLC 225875268.
- Rice, Prudence M.; Don S. Rice; Timothy W. Pugh; Rómulo Sánchez Polo (2009). 〈Defensive Architecture and the Context of Warfare at Zacpetén〉.   Prudence M. Rice; Don S. Rice. 《The Kowoj: identity, migration, and geopolitics in late postclassic Petén, Guatemala》. Boulder, Colorado: University Press of Colorado. 123–140쪽. ISBN 978-0-87081-930-8. OCLC 225875268.
- Ros, Narin. “Maya Museum Database”. Foundation for the Advancement of Mesoamerican Studies. 2014년 7월 8일에 원본 문서에서 보존된 문서. 2015년 6월 8일에 확인함. Full list from FAMSI archived from the original on 2015-06-08.
- Rosenwig, Robert M. (2010). 《The Beginnings of Mesoamerican Civilization: Inter-Regional Interaction and the Olmec》. New York: Cambridge University Press. ISBN 978-0-521-11102-7. OCLC 402542556.
- Ross, Nanci J. (January 2011). “Modern tree species composition reflects ancient Maya 'forest gardens' in northwest Belize”. 《Ecological Applications》 21 (1): 75–84. doi:10.1890/09-0662.1. ISSN 1051-0761. JSTOR 29779638. PMID 21516889.
- Roys, Ralph L. (1933). 《The Book of Chilam Balam of Chumayel》. Washington D.C.: Carnegie Institution. OCLC 760592295.
- Salisbury, David; Mimi Koumenalis; Barbara Moffett (2002년 9월 19일). “Newly revealed hieroglyphs tell story of superpower conflict in the Maya world” (PDF). 《Exploration: The Online Research Journal of Vanderbilt University》. OCLC 50324967. 2014년 11월 2일에 원본 문서 (PDF)에서 보존된 문서. 2015년 5월 20일에 확인함.
- Saturno, William A.; David Stuart; Boris Beltrán (2006년 3월 3일). “Early Maya Writing at San Bartolo, Guatemala”. 《Science》. New Series 311 (5765): 1281–83. Bibcode:2006Sci...311.1281S. doi:10.1126/science.1121745. ISSN 1095-9203. JSTOR 3845835. OCLC 863047799. PMID 16400112. S2CID 46351994.
- Schele, Linda; Peter Mathews (1999). 《The Code of Kings: The language of seven Maya temples and tombs》. New York: Simon & Schuster. ISBN 978-0-684-85209-6. OCLC 41423034.
- SFU Museum of Archaeology and Ethnology. “Featured Artifacts: Mayan Eccentric Flints”. Burnaby, British Columbia, Canada: Simon Fraser University Museum of Archaeology and Ethnology. 2014년 11월 2일에 원본 문서에서 보존된 문서. 2015년 3월 31일에 확인함.
- Sharer, Robert J. (2000). 〈The Maya Highlands and the Adjacent Pacific Coast〉.   Richard E.W. Adams; Murdo J. Macleod. 《The Cambridge History of the Native Peoples of the Americas, Vol. II: Mesoamerica, part 1》. Cambridge, UK: Cambridge University Press. 449–99쪽. ISBN 978-0-521-35165-2. OCLC 33359444.
- Sharer, Robert J.; Loa P. Traxler (2006). 《The Ancient Maya》 6, fully revis판. Stanford, California: Stanford University Press. ISBN 978-0-8047-4817-9. OCLC 57577446.
- Šprajc, Ivan (2018). “Astronomy, architecture, and landscape in Prehispanic Mesoamerica”. 《Journal of Archaeological Research》 26 (2): 197–251. doi:10.1007/s10814-017-9109-z. S2CID 149439162.
- Stuart, David; George Stuart (2008). 《Palenque: Eternal City of the Maya》. London, UK: Thames & Hudson. ISBN 978-0-500-05156-6. OCLC 227016561.
- Szymanski, Jan (2013). “Between Death and Divinity. Rethinking the Significance of Triadic Groups in Ancient Maya Culture” (PDF). 《PhD Dissertation》. Warsaw, Poland: University of Warsaw. 2014년 11월 3일에 원본 문서 (PDF)에서 보존된 문서. 2014년 1월 13일에 확인함.
- Taladoire, Eric; Benoit Colsenet (1991). 〈"Bois Ton Sang, Beaumanoir": The Political and Conflictual Aspects of the Ballgame in the Northern Chiapas Area〉.   Vernon Scarborough; David R. Wilcox. 《The Mesoamerican Ballgame》. Tucson, Arizona: University of Arizona Press. 161–74쪽. ISBN 978-0-8165-1360-4. OCLC 51873028.
- Tanaka, Yuki (2008). 《A Comparative Study of Maya Hieroglyphic Writing and Japanese Orthography in the Quirigua Hieroglyphic Corpus》. Ann Arbor, Michigan. ISBN 978-0-549-99989-8.
- Taube, Karl A. (2004) [2003]. 〈Tetitla and the Maya Presence at Teotihuacan〉.   Geoffrey E. Braswell. 《The Maya and Teotihuacan : reinterpreting early classic interaction》. Austin, Texas: University of Texas Press. 273–314쪽. ISBN 978-0-292-70587-6. OCLC 254181446.
- Tedlock, Barbara (1992) [1982]. 《Time and the Highland Maya》 Revis판. Albuquerque, New Mexico: University of New Mexico Press. ISBN 978-0-8263-1358-4. OCLC 45732799.
- Thompson, J. Eric S. (July–September 1932). “A Maya Calendar from the Alta Vera Paz, Guatemala”. 《American Anthropologist》. New Series 34 (3): 449–54. doi:10.1525/aa.1932.34.3.02a00090. ISSN 0002-7294. JSTOR 661903. OCLC 1479294.
- Thompson, J. Eric S. (1966). “The Maya Central Area at the Spanish Conquest and Later: A Problem in Demography”. 《Proceedings of the Royal Anthropological Institute of Great Britain and Ireland》 (1966): 23–37. doi:10.2307/3031712. JSTOR 3031712.
- Thompson, J. Eric S. (1990) [1970]. 《Maya History and Religion》. Norman, Oklahoma: University of Oklahoma Press. ISBN 978-0-8061-2247-2. OCLC 715926981.
- Thompson, J. Eric S. (1974년 5월 2일). “Maya Astronomy”. 《Philosophical Transactions of the Royal Society of London》. Series A, Mathematical and Physical Sciences 276 (1257, The Place of Astronomy in the Ancient World): 83–98. Bibcode:1974RSPTA.276...83T. doi:10.1098/rsta.1974.0011. ISSN 0261-0523. JSTOR 74276. S2CID 202574557.
- Tiesler, Vera; Andrea Cucina (December 2006). “Procedures in Human Heart Extraction and Ritual Meaning: A Taphonomic Assessment of Anthropogenic Marks in Classic Maya Skeletons”. 《Latin American Antiquity》 17 (4): 493–510. doi:10.2307/25063069. ISSN 2325-5080. JSTOR 25063069. S2CID 163730170.
- Tobin, Thomas J. (2001). “The Construction of the Codex in Classic- and Postclassic-Period Maya Civilization”. Pittsburgh, Pennsylvania: Duquesne University. 2002년 10월 17일에 원본 문서에서 보존된 문서. 2015년 3월 9일에 확인함.
- Valdés, Juan Antonio (1994).  J.P. Laporte; H. Escobedo; S. Villagrán, 편집. “El Grupo A de Uaxactun: Manifestaciones arquitectónicas y dinásticas durante el Clásico Temprano.” [Uaxactun Group A: Architectural Manifestations and Dynasties during the Early Classic] (PDF). 《I Simposio de Investigaciones Arqueológicas en Guatemala, 1987》 (스페인어): 98–111. OCLC 31177419. 2014년 11월 3일에 원본 문서 (PDF)에서 보존된 문서. 2010년 7월 21일에 확인함.
- Van Stone, Mark (2011). “It's not the End of the World: emic evidence for local diversity in the Maya Long Count”. 《Proceedings of the International Astronomical Union》 7 (278): 186–191. Bibcode:2011IAUS..278..186V. doi:10.1017/S1743921311012610.
- Van Stone, Mark (January 2016). “What We Think We Know About Maya Mathematics and Astronomy”. 《Inspiration of Astronomical Phenomena VIII: City of Stars》 (영어) 501: 265. Bibcode:2016ASPC..501..265V. ISSN 1050-3390.
- Viqueira, Juan Pedro (2004) [1995]. 〈Chiapas y sus regiones〉 [Chiapas and its Regions].   Juan Pedro Viqueira; Mario Humberto Ruz. 《Chiapas: los rumbos de otra historia》 [Chiapas: The courses of a different history] (스페인어). Mexico City, Mexico: Centro de Investigaciones Filológicas with Centro de Investigaciones y Estudios Superiores en Antropología Social (CIESAS). 19–40쪽. ISBN 978-968-36-4836-5. OCLC 36759921.
- WAYEB. “Museums & Collections”. European Association of Mayanists (WAYEB). 2015년 5월 11일에 원본 문서에서 보존된 문서. 2015년 6월 8일에 확인함.
- Webster, David (March 2000). “The Not So Peaceful Civilization: A Review of Maya War”. 《Journal of World Prehistory》 14 (1): 65–119. doi:10.1023/a:1007813518630. ISSN 1573-7802. JSTOR 25801154. S2CID 159563593.
- Webster, David; William L. Fash Jr.; Claude F. Baudez; Berthold Riese; William T. Sanders (1989). 《The House of the Bacabs, Copan, Honduras》. 《Studies in Pre-Columbian Art and Archaeology》 (Dumbarton Oaks, Trustees for Harvard University). i–iv, 1–111, 113–16쪽. ISBN 978-0-88402-177-3. JSTOR 41263469. OCLC 18557303.
- Williams, Josh (2010). “Mississippian and Maya Eccentric Flints”. Springfield, Missouri: Board of Governors, Missouri State University. 2014년 11월 2일에 원본 문서에서 보존된 문서. 2012년 12월 29일에 확인함.
- Wise, Terence; McBride, Angus (2008) [1980]. 《The Conquistadores》. Men-at-Arms 101. Oxford, UK and New York: Osprey Publishing. ISBN 978-0-85045-357-7. OCLC 12782941.
- Witschey, Walter R. T.; Clifford T. Brown (2012). 《Historical Dictionary of Mesoamerica》. Plymouth, Devon, UK: Scarecrow Press. ISBN 978-0-8108-7167-0. OCLC 754105610.
- Zorich, Zach (November–December 2012). “The Maya Sense of Time”. 《Archaeology》. 65권 6호 (New York: Archaeological Institute of America). 25–29쪽. ISSN 0003-8113. JSTOR 41804605. OCLC 1481828.

## 추가 문헌
- Braswell, Geoffrey E. (2003). 《The Maya and Teotihuacan: Reinterpreting Early Classic Interaction》. Austin, Texas: University of Texas Press. ISBN 978-0-292-70914-0. OCLC 49936017.
- Braswell, Geoffrey E. (2014). 《The Maya and their Central American Neighbors: Settlement patterns, architecture, hieroglyphic texts, and ceramics》. Oxford, UK and New York: Routledge. ISBN 978-0-415-74487-4. OCLC 857897947.
- Christie, Jessica Joyce (2003). 《Maya Palaces and Elite Residences: An Interdisciplinary Approach》. Austin, Texas: University of Texas Press. ISBN 978-0-292-71244-7. OCLC 50630511.
- Demarest, Arthur Andrew; Prudence M. Rice; Don Stephen Rice (2004). 《The Terminal Classic in the Maya Lowlands: Collapse, Transition, and Transformation》. Boulder, Colorado: University Press of Colorado. ISBN 978-0-87081-739-7. OCLC 52311867.
- Fitzsimmons, James L. (2009). 《Death and the Classic Maya Kings》. Austin, Texas: University of Texas Press. ISBN 978-0-292-71890-6. OCLC 699216836.
- Garber, James (2004). 《The Ancient Maya of the Belize Valley: Half a Century of Archaeological Research》. Gainesville, Florida: University Press of Florida. ISBN 978-0-8130-2685-5. OCLC 52334723.
- Herring, Adam (2005). 《Art and Writing in the Maya cities, AD 600–800: A Poetics of Line》. Cambridge, England; New York: Cambridge University Press. ISBN 978-0-521-84246-4. OCLC 56834579.
- Lohse, Jon C.; Fred Valdez (2004). 《Ancient Maya Commoners》. Austin, Texas: University of Texas Press. ISBN 978-0-292-70571-5. OCLC 54529926.
- Lucero, Lisa Joyce (2006). 《Water and Ritual: The Rise and Fall of Classic Maya Rulers》. Austin, Texas: University of Texas Press. ISBN 978-0-292-70999-7. OCLC 61731425.
- McKillop, Heather Irene (2005). 《In Search of Maya Sea Traders》. College Station, Texas: Texas A & M University Press. ISBN 978-1-58544-389-5. OCLC 55145823.
- McKillop, Heather Irene (2002). 《Salt: White Gold of the Ancient Maya》. Gainesville, Florida: University Press of Florida. ISBN 978-0-8130-2511-7. OCLC 48893025.
- Rice, Prudence M. (2004). 《Maya Political Science: Time, Astronomy, and the Cosmos》 1판. Austin, Texas: University of Texas Press. ISBN 978-0-292-70261-5. OCLC 54753496.
- Tiesler, Vera; Andrea Cucina (2006). 《Janaabʼ Pakal of Palenque: Reconstructing the Life and Death of a Maya Ruler》. Tucson, Arizona: University of Arizona Press. ISBN 978-0-8165-2510-2. OCLC 62593473.
- Webster, David L. (2002). 《The Fall of the Ancient Maya》. London: Thames & Hudson. ISBN 978-0-500-05113-9.